# ワールドプロレスリング

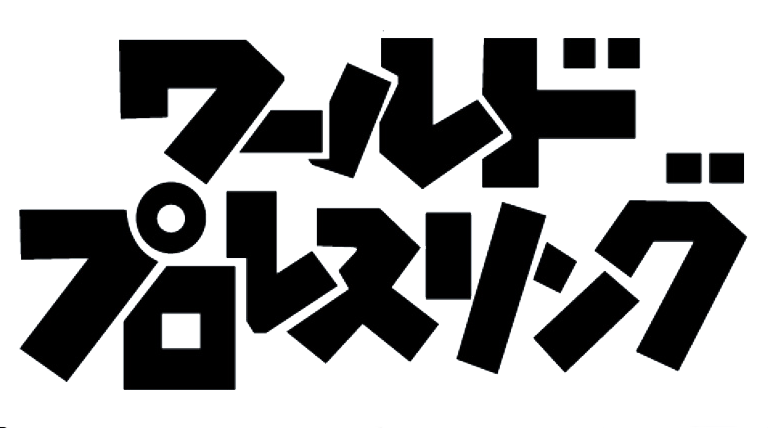
昭和期に使用されたロゴ

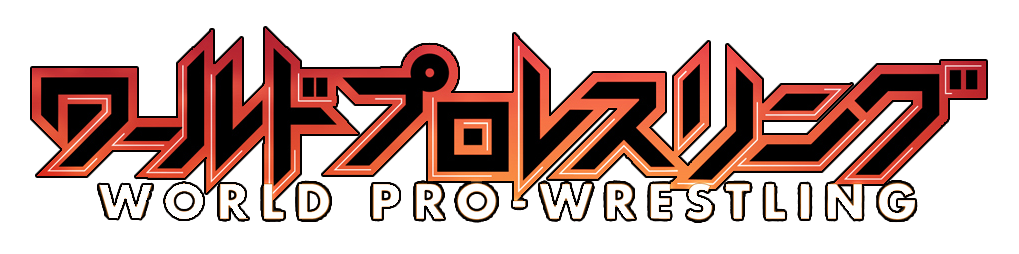
現在使用されているロゴ

ワールドプロレスリング（World Pro Wrestling）は、1969年7月2日からNET（日本教育テレビ）⇒テレビ朝日および系列局で放送されているプロレス中継番組。略称は「ワープロ」もしくは「WPW」。初回からカラー放送。
1973年3月30日までは日本プロレス中継番組として、同年4月6日以降は新日本プロレス中継番組として放送されている。1988年3月までは生中継で放送されていたが、現在は録画中継番組となっている。2007年10月からハイビジョン制作番組となっている。
2023年4月8日に新日本プロレス中継を開始してから50周年、2024年7月6日に番組自体を開始してから55周年をそれぞれ迎えるなど、現在のプロレス中継番組として最長寿番組でもある。2018年7月に日本プロレス中継時代から使用してきた番組ロゴを一新した。

## 日本プロレス中継時代

### 放送開始まで
1968年1月に国際プロレスからブッカーとして招聘され、その1か月後に国際プロレスとの路線対立により日本マット界を追われたグレート東郷は、1969年1月にルー・テーズと組んで日本再進出を図り、その新団体『トーゴー&テーズ・カンパニー』（ナショナル・レスリング・エンタープライズ = 仮称）のテレビ中継を目論んでいた（しかし、テーズは東郷から新団体の概要を説明されただけで、ブッキング依頼などの具体的な話は聞かされておらず、そのネームバリューを利用されていたにすぎなかった）。同時に東郷は力道山のマネージャーであった吉村義雄を日本における代理人に指名し、NETとフジテレビに対してコンタクトを開始した（後にフジテレビは断念）。この情報を聞きつけた日本プロレスは、同年1月下旬に企業防衛を開始し、吉村道明をアメリカに派遣し東郷による新団体旗揚げ阻止工作に動いた他、国内においても遠藤幸吉専務が東京スポーツに対して「ルー・テーズが極秘来日」（実際には1969年にテーズは来日していなかった）などの飛ばし記事を書くよう要請するなど、東郷による新団体の旗揚げやNETにおける中継阻止に動いた。
日本プロレスは1969年2月に、NETの辻井博編成局長に対して「東郷による新団体の中継は中止してほしい。日本プロレスの試合を中継したいのなら協力する」とアプローチをかけ、同年3月には『三菱ダイヤモンド・アワー・日本プロレス中継』として日本プロレス中継を独占放送してきた日本テレビに対し、NETの参入許可に関する打診を開始し、同年4月に日本テレビは日本プロレスに対し、以下の試合は日本テレビの『日本プロレス中継』内の放送での独占中継とし、NETでは放送してはならないという条件で放送を許可することを通達した。
- ジャイアント馬場や坂口征二の両選手に絡む試合
- インターナショナルヘビー級選手権試合
- インターナショナルタッグ選手権試合
- ワールドリーグ公式戦

そして、NETと日本テレビとの間で放送協定が結ばれ、NETは1969年5月12日に赤坂プリンスホテルにおいて、日本プロレスから芳の里淳三社長、遠藤専務、アントニオ猪木、大木金太郎、ユセフ・トルコが、NETから辻井編成局長がそれぞれ出席の上で、同年7月2日からNETでも日本プロレス中継を開始することを発表した。NETは猪木を番組上でのメインイベンターに抜擢し、猪木・大木・吉村の試合を中心に放送することになった。これにより、東郷による新団体旗揚げ計画は頓挫した。

### 放送開始 - NET独占放送へ
1969年7月2日より、毎週水曜日21:00 - 21:56において『NETワールドプロレスリング』としてNETにおける日本プロレス中継が開始された。開始当初は録画中継であったがカラー放送であり、日本プロレス中継時代は一貫してNETの局名を冠していた。開始当日の新聞に掲載されたキャッチコピーは「NETプロレス中継開始!」「世界最強の男たち10チャンネルに登場!」であった。当時のNETは、放送免許の関係上（1973年10月までは教育専門局であった）、番組の80%を教育番組や教養番組としなければならないという規則があり、本番組はスポーツ番組扱いとしていた『日本プロレス中継』並びにTBS『TWWAプロレス中継』とは異なり、教育番組扱いとして放送された。
『NETワールドプロレスリング』第1回は1969年6月23日に「'69ゴールデン・シリーズ」大田区体育館大会で行われた猪木&吉村vsクルト・フォン・スタイガー&カール・フォン・スタイガーと大木vsエドワード・ペレスの録画中継で、吉岡晋也が実況を担当し、桂小金治をゲストに迎えて放送された。なお、吉村は本番組の放送初回当日に裏番組である『あっぱれ!親バカ』（日本テレビ）にも馬場と共に出演していた。本番組で中継される日本プロレスの興行におけるリング横幕は、三菱電機がスポンサーに付いていた『日本プロレス中継』と異なり、小松製作所などの本番組の番組スポンサーが付いたNET仕様の横幕が使用された。次期シリーズである「'69第1次サマー・シリーズ」では、ディック・ザ・ブルーザー&クラッシャー・リソワスキーが特別参戦したが、本番組で放送されたブルーザー&クラッシャーの試合は、8月13日に録画中継された愛知県体育館大会（8月9日開催）の猪木&吉村VSクラッシャー&アート・マハリックと、8月20日に録画中継された広島県立体育館大会（8月14日開催）で行われた猪木&吉村VSブルーザー&マリオ・ミラノのアジアタッグ王座戦と大木VSクラッシャーのアジアヘビー級王座戦が放送された。NETが中継したブルーザーの試合は、広島大会が唯一となった。
開始当初の視聴率は、NET局内でベスト5に入っていた。同年12月31日には、ドリー・ファンク・ジュニアVS猪木のNWA世界ヘビー級王座戦（12月2日に大阪府立体育会館で開催）の録画中継を通常放送したが、『第20回NHK紅白歌合戦』の影響で視聴率は4.8%に終わる。日本陣営の中堅クラスでは、山本小鉄、星野勘太郎、ミツ・ヒライが登場していた他、初期には大熊元司も登場していた。
1970年4月6日から毎週月曜日20:00 - 20:56に変更されると同時に生中継も開始され（生中継初回は4月27日開催の「第12回ワールドリーグ戦」愛知県体育館大会）、同時に坂口の試合中継も同年4月20日から解禁されたが、同年に開催された「第1回NWAタッグ・リーグ戦」が引き金となり、日本プロレスは馬場派と猪木派に二分し、後に分裂の危機に立たされることとなった。
日本陣営の中堅選手では「第1回NWAタッグ・リーグ戦」に凱旋帰国したグレート小鹿、1971年3月に帰国した上田馬之助などが本番組に登場するようになった。1971年にはワールドリーグ公式戦中継も解禁された。そして、同年3月26日、ロサンゼルスのオリンピック・オーディトリアム（3月29日に録画中継）において、猪木がジョン・トロスを破ってUNヘビー級王座を獲得。以降、同王座の選手権試合が番組の中核を担うことになる。しかし、11月19日に開幕した「'71ワールド・チャンピオン・シリーズ」放送期間中である12月13日の宮城県スポーツセンター大会の録画中継（12月4日開催、猪木VSディック・マードックのUNヘビー級選手権などを放送）当日に、会社乗っ取りを図ったとして猪木が日本プロレスを除名および追放処分となり（詳しい経緯は上田馬之助の項を参照のこと）、NETは放送の中心である猪木という看板を失った。最後の猪木出場試合の中継は12月27日に、12月12日開催の東京都体育館大会で行われた坂口&吉村VSドリー&マードックのアジアタッグ王座戦とセットで放送されたディック・スタインボーン戦（12月6日の「'71ワールド・チャンピオン・シリーズ」茨城県立スポーツセンター体育館大会）の録画中継であった（12月9日開催の大阪府立体育館大会〈12月20日に録画中継〉は猪木は欠場。当日猪木が挑戦予定であったNWA世界ヘビー級王座戦は、代役として坂口がドリーに挑戦）。NWA世界ヘビー級王者の日本プロレス参戦も、「'71ワールド・チャンピオン・シリーズ」が最後となった。
そのためNETは、ザ・ストンパー（ガイ・ミッチェル）、ジン・アンダーソン、デール・ルイス、エル・シコデリコなどが参戦した「'72新春チャンピオン・シリーズ」から、坂口を新たなメインイベンターに起用して放送することになった。日本プロレス幹部は、猪木より身体が大きく、柔道日本一の実績を持ち、マスクもいい坂口ならすぐに猪木の穴を埋められると考えていた。しかし、猪木のスピーディーでスリリングなプロレスを見慣れた視聴者にとっては、坂口や大木の単調なプロレスは退屈に見られてしまう形となり、視聴率も後述の通り急落してしまう。猪木除名時の本番組の視聴率は、『日本プロレス中継』と7～8%の差があった。この時点で日本プロレス幹部は、猪木を除名処分にしても団体は維持可能と高を括っており、後に猪木が旗揚げする新団体が躍進することも、馬場が日本プロレスを退団することも、予想だにしていなかった。
猪木という看板選手を失い、視聴率も平均で3%も低下したNETは、1972年1月から日本プロレスに対し馬場の試合中継を要求した（NETは1970年4月と1971年4月にも馬場の試合中継を申し入れていたが、いずれも却下されている）。日本テレビの系列新聞である報知新聞は、同年1月11日に芸能面トップで「ジャイアント馬場戦 NETでも放送」「日本テレビが解禁 プロレス界発展のため」「猪木除名で協会に申し入れ NET」というスクープ記事を掲載した。この時点では、日本テレビは非公式ながら「NETによる馬場の試合中継には反対しない」とコメントしていた他、辻井NET編成局長は「猪木除名の補償として馬場のNET登場を日本プロレスに申し入れた。ただ、馬場の試合が日本テレビとNETの2局放送となった場合、ボクシング中継の二の舞になってしまう恐れがあるので慎重に検討する」とコメントしていた。日本プロレスにとっては、NETが馬場と坂口の試合を放送することにより、団体自体の収入アップを目論んでいた。なお馬場は、坂口が日本プロレスに入団した直後である1967年2月に、『木島則夫モーニングショー』にハワイからの衛星中継で坂口と共に出演していた。視聴率は、同年2月21日に録画中継されたキング・クローVS坂口のUNヘビー級選手権戦（2月11日にロサンゼルスのオリンピック・オーディトリアムで開催）は視聴率に影響せず、同年3月13日に「'72ダイナミック・シリーズ」宮城県スポーツセンター大会から生中継された坂口VSハーリー・レイスのUNヘビー級選手権戦も10.2%に終わった。
一方の猪木は1972年3月6日に大田区体育館にて新日本プロレスの旗揚げ戦を行い、カール・ゴッチがブッカー兼任の外国人エースとして参戦した旗揚げシリーズの「オープニング・シリーズ」を関東・四国のみのサーキットで開催した。同シリーズの日程並びに参加外国人選手は、日本プロレスからの妨害工作を避けるべく2月21日に発表された。しかし、テレビ中継がなく、日本陣営は猪木に追随して日本プロレスを退団した山本、藤波辰巳、木戸修など手薄な陣営で、外国人レスラーも日本プロレスの妨害に加え、当時の猪木には妨害工作を払いのけられる程の海外での強固な人脈が無かっため、北米のプロモーターや関係者からの協力が得られず、招聘ルートを全米マット界では影響力の弱かったゴッチに頼るしかなかった。そのため新日本プロレスはネームバリューの高い外国人レスラーを招聘できず、当初は1年で崩壊するという見方もあった。ボブ・アームストロングやエイブ・ジェイコブズなどアメリカでの知名度や実績のある選手も、NWAに加盟していない新日本プロレスに同じ名義で参戦することが難しかったため、それぞれリングネームの変更を余儀なくされた（アームストロングはジム・ドランゴ、ジェイコブズは覆面レスラーのレッド・ピンパネールとして参戦）。3月25日に開催された埼玉県秩父市大会の観客数は1500人と発表されていたが、実数は50人であるなど興行面では苦戦した。3月23日開催の茨城県立スポーツセンター体育館大会のように、当日券を前売券の価格と同額で販売して集客に努めたこともあったが、2階席はほぼ空席という興行も少なくなかった。本シリーズでは、日本プロレスが「'72新春チャンピオン・シリーズ」をもって撤退した松山市（愛媛県民館で3月16日開催）と高知市（高知県民体育館で3月18日開催）で初興行を行った。さらに、プロモーターなど興行関係者の間では「猪木は悪」という悪い評判が立っていたため、会場を押さえること自体にも苦戦し、親戚や知人を頼りながら会場を押さえていった。
新日本プロレスの設立直後、日本プロレスの小鹿と林牛之助が「猪木、藤波、山本はどこだ」と言わんばかりに、代官山の日本プロレス事務所の斜め前にあった当時の新日本プロレス仮事務所へ日本刀を持って殴り込みをかけた。日本プロレスの新日本プロレスに対する妨害工作は、レイス、ブルドッグ・ブラワー、スプートニク・モンローなどが参戦した2月25日開幕の「'72ダイナミック・シリーズ」から開始され、新日本旗揚げ直前の2月29日には同じ大田区体育館で興行（メインは馬場VSブラワーのインターナショナル・ヘビー級王座戦）を組み、旗揚げ当日の3月6日には横浜文化体育館にて興行戦争（メインは大木&坂口VSレイス&フランシスコ・フローレス戦）を仕掛けた上で本番組での実況生中継を行った。国際プロレスと同様に後楽園ホールを使用不可にしたり、地方のプロモーターに対しても新日本の興行を買った場合は今後一切日プロの興行を売らないなどの圧力をかけたりしたが、この策は後に裏目に出ることになる。
NETは放映権料を100万円アップした1週あたり約450万円にすることを提示しつつ、馬場を本番組に登場させるという要求が受け入れられなければ1972年3月をもって番組を打ち切ると日本プロレスに警告。一方の日本テレビは馬場に対して「あなたがNETに出たら、ウチと日本プロレスの関係は終わりだ。NETには出ないでくれ」と念を押していたという。それに対し日本プロレスは「馬場の試合をNETで放送しても、日本テレビ自体での視聴率も高いので、日本テレビが放送を打ち切ることはないだろう」「強行突破してしまえば、日本テレビも文句を言えまい」という意見が役員会で大勢を占めたため、NET中継をつなぎ止めるため、最終的にNETの要求を飲むことを決める。その結果、日本プロレス役員会は役員の一人であり、NET中継試合に出場することに不満を唱えていた馬場の反対を押し切ってNETにおける馬場の試合中継を認め、反対した馬場も「会社が決めたことだ。欠場だけは許されない」としてNETへの登場を決断した。そして1972年4月3日放送の「第14回ワールドリーグ戦」新潟市体育館大会において『ジャイアント馬場初登場』と銘打ち馬場を本番組の中継に出場させた（馬場&坂口の東京タワーズVSマードック&マイティ・ブルータス。当日はマサ斎藤VSカナディアン・ランバージャックと小鹿VSアブドーラ・ザ・ブッチャーも放送）。当初の約束を破り、なし崩し的に行われた坂口の試合やワールドリーグ公式戦のNETでの放送は渋々認めた日本テレビだが、馬場の試合中継だけは行わないように警告したにもかかわらず、それを無視した日本プロレスの行為に激怒。同時期には猪木が「日本テレビは『日本プロレス中継』を打ち切るだろう」と爆弾発言したことから、マスコミも『日本プロレス中継』の動向に目を向けるようになっていた。『日本プロレス中継』のプロデューサーであった原章は、馬場のNET登場を境に馬場本人から日本プロレス内部の動きを逐一報告を受けるようになっていた他、同時に馬場並びに日本テレビと日本プロレスとの信頼関係も崩壊した。
契約更改を行わないまま同年4月7日以降も『日本プロレス中継』を放送していた日本テレビは、同じく激怒していた番組スポンサーの三菱電機との協議の末、5月15日の記者会見において同月12日放送分の東京都体育館大会（「第14回ワールドリーグ戦決勝戦」の馬場VSゴリラ・モンスーンなどを放送）をもって『日本プロレス中継』を打ち切ることを正式発表した（1972年5月19日以降は『日本プロレス選手権特集』として過去の名勝負集を同年7月14日まで放送）。日本プロレスも同日に、芳の里社長と日本プロレス協会会長であった平井義一が日本テレビに対する反論会見を行った。この時点でも、日本プロレス幹部の危機意識は皆無だった。こうして日本テレビは1972年3月31日限りで日本プロレスとの放送契約を解除し、日本プロレスのテレビ中継は事実上NETとの独占契約となった。
後に馬場は「第14回ワールドリーグ戦」新潟大会におけるNET登場に関して著書で、「NETが猪木を失った不満とそれに代わるメインイベンターを見つけなければならない気持ちは分かるが、約束は約束、契約は契約。日本プロレスは、日本テレビと番組スポンサーの三菱電機には大恩がある。その恩義にそむくようなことは、絶対にすべきではないというのが、私の信念であった。だが、カードがすでに決定していた新潟大会を欠場することはファンへの裏切りとなる」と記している。
日本プロレスの中継は、日本テレビが打ち切りを発表した同年5月15日以降はNETが独占する形となり、日本プロレスのリング横幕も完全にNET仕様となった。独占中継初回は「第14回ワールドリーグ戦」最終戦石川県小松市体育館大会の生中継で、メインは坂口&吉村VSブッチャー&カリプス・ハリケーンのアジアタッグ王座戦（当日馬場はマードックとシングルで対戦）。NET独占中継初回は、偶然にも本番組のスポンサーであった小松製作所の本拠地がある小松市からのスタートとなった。日本プロレスは、本シリーズをもって秋田県・山形県・石川県・兵庫県・佐賀県・大分県の6県から撤退し、新潟市体育館における興行も本シリーズが最後となった。次期シリーズの「第1次ゴールデン・シリーズ」以降も撤退を余儀なくされる道県が続出することになったばかりか、観客数の低下が目立つようになる。
ゴールデンタイムで放送されるプロレス実況中継番組は『日本プロレス中継』打ち切りの他にも、馬場のNET初登場前日である1972年4月2日に『TWWAプロレス中継』が日曜18時台へ移動したことも相まって、1972年5月15日から10月6日までは本番組のみとなり、同時にNETにおける馬場の試合中継や、日本テレビの独占状態であった後楽園ホールからの実況中継も無条件で放送されるようになった。
しかし、NETによる日本プロレス中継の独占中継化の代償は大きかった。当時はANNフルネット局が少なかったこと（当時のANNフルネット局はNET、北海道テレビ、毎日放送、広島ホームテレビ、瀬戸内海放送、九州朝日放送の6局）や、フジテレビ系列とのクロスネット局ではメイン系列の番組を放送していた地域もあったため（日本テレビ系列とのクロスネット局の内、テレビ岩手、ミヤギテレビ、福島中央テレビの3局は、本番組の月曜20時台の放送に関しては同時ネットで放送していた。TBS系列局では、当時クロスネット局だった青森テレビとテレビ山口（2局とも本番組の月曜20時台の放送に関しては同時ネットで放送していた）を除く各局では、月曜20時台はTBS『ナショナル劇場』（猪木の日本プロレス除名時並びに馬場のNET登場時は『水戸黄門 第3部』を放送）を放送していたため遅れネットで放送されていた）、フジテレビ系列とのクロスネット局や他系列局で放送していた大半の地域では日本プロレス中継自体が遅れネット化された。特に石川・沖縄の2県は、NETの日本プロレス中継独占中継化以降、実況生中継で放送されるレギュラー中継のプロレス中継が完全に消滅することになった他（この2県におけるプロレス中継は、本番組はフジテレビ系列局で〈「第14回ワールドリーグ戦」小松大会の中継協力局であった石川テレビと沖縄テレビは途中打ち切りとなった後に北陸朝日放送と琉球朝日放送にてネット再開〉、『日本プロレス中継』→『全日本プロレス中継』はTBS系列局で〈北陸放送はテレビ金沢開局まで放送、琉球放送は途中打ち切り〉でそれぞれ放送）、「第14回ワールドリーグ戦」新潟大会の中継協力局で『日本プロレス中継』も放送していた新潟総合テレビ（現：NST新潟総合テレビ）では、新潟テレビ21とテレビ新潟開局まで、本番組並びに『全日本プロレス中継』は遅れネットで放送された。当時変則クロスネットを組んでいた中京広域圏（本番組を放送していた中京テレビと『日本プロレス中継』を放送していた名古屋テレビ）でも、1972年10月に実施された名古屋テレビにおける土曜20時台の日本テレビ同時ネットからNET同時ネットへの変更も相まって（これにより『全日本プロレス中継』は中京テレビでの放送となった）、馬場の試合の放映権が中京テレビへ完全に移行することになった。
馬場は「第14回ワールドリーグ戦」新潟大会直後に日本プロレスを退団する意向を示していた。また日本テレビも小林與三次社長の号令の下で「第14回ワールドリーグ戦」新潟大会直後からNETに対する報復手段を取り始め、猪木が日本テレビの松根光雄運動部長や『日本プロレス中継』のプロデューサーを務めた原に接近して新日本プロレス中継開始を打診し、原も馬場の日本プロレスからの独立を阻む法的な諸問題などを解決していった。『日本プロレス中継』打ち切り直後には小林社長が極秘裏に馬場に接触し、新団体旗揚げなどを持ちかけるようになっていた。『全日本プロレス中継』のプロデューサーも務めた原は、後に馬場のNET登場に関して「馬場は『日本テレビに育てられたスターである』などと激怒していた」「馬場は新潟大会直後から、日本プロレスを退団する気でいた」「報知新聞の記事が問題となった」などと語っている。
国際プロレスは、『TWWAプロレス中継』のネットを打ち切ったり遅れネットへ変更したりした局があり、番組自体の視聴率も低下傾向にあったものの、金網デスマッチの人気が沸騰して超満員札止めの会場も現れるなど、人気面で日本プロレスに猛追する勢いになっていた。
新日本プロレスも、テレビ中継がないことに加え、外国人招聘ルートが脆弱だったため他団体と比べて外国人選手の質が低く、観客動員にも苦戦して累積赤字に苦しんでいた。それでも、猪木の行動主義である「迷わず行けよ」と言わんばかりに、選手自らが営業を行い、猪木の夫人であった倍賞美津子や彼女の実姉である倍賞千恵子が宣伝カーのウグイス嬢を買って出るなど、「なんとか新日本プロレスを成功させるんだ」の元で一致団結していった。1972年4月28日に開幕した旗揚げシリーズ第2弾となる「オープニング・シリーズ第2弾」では、初の近畿・東北サーキットを行い（当初の新日本の興行はほとんどが手打ち興行だった）、1972年5月11日に大阪府立体育館、「第14回ワールドリーグ戦」小松大会同日に石川県七尾市城山体育館、5月22日に宮城県スポーツセンター、シリーズ最終戦である5月24日には岩手県営体育館でそれぞれ初興行を行った（盛岡市における日プロの興行は、1971年6月13日開催の「'71ゴールデン・シリーズ」（翌6月14日に本番組で録画中継）をもって撤退しており、岩手県と宮城県における興行成績も国際プロレスよりも劣勢に立たされていた）。旗揚げシリーズ第3弾となる「オープニング・シリーズ第3弾」では、前年の日本プロレス「'71ワールド・チャンピオン・シリーズ」に参戦したリップ・タイラーやエディ・サリバンを招聘した。新日本プロレスは「オープニング・シリーズ第2弾」以降、人気が低下し始めた日本プロレスの間隙を縫い、日本プロレスが撤退した県や国鉄の主要幹線（東海道本線、山陽本線、東北本線など）沿線の都市で積極的に興行を打つようになっていく。
NET独占放送最初のシリーズとなった「第1次ゴールデン・シリーズ」では、1972年5月22日に後楽園ホールで行われた興行を初めて実況生中継した。6月1日に大阪府立体育館で行われた馬場VSジョニー・バレンタインのインターナショナル・ヘビー級王座戦は6月12日に録画中継し、6月5日に群馬県スポーツセンターで行われた坂口VSクローのUNヘビー級選手権戦を実況生中継したが、同月8日に宮城県スポーツセンターで開催された馬場&坂口の東京タワーズVSボボ・ブラジル&ボビー・ダンカンのインターナショナル・タッグ王座戦はテレビ中継から外された。5月19日にロサンゼルスのオリンピック・オーディトリアムで行われた東京タワーズVSザ・ファンクス（ドリー・ファンク・ジュニア&テリー・ファンク）のインターナショナル・タッグ王座戦は、当初は日本テレビが中継を行う予定であったが、『日本プロレス中継』打ち切りに伴い本番組で放送されることになり、5月29日に録画中継された。
馬場は1972年7月5日、「第2次ゴールデン・シリーズ」札幌中島スポーツセンター大会（7月17日に録画中継）でのキラー・コワルスキー&ムース・ショーラックとのインターナショナル・タッグ王座戦後（東京タワーズが王座防衛）、当日の夜に札幌パークホテルの最上階にあるレストランに坂口を誘い、その席で坂口に対して「俺も日プロを辞めることにした。今後のことはまだ分からない。ただ俺は、日プロよりも日本テレビに恩義がある」と独立並びに新団体設立を示唆する発言を行った。なお、札幌中島スポーツセンターからの中継は、本シリーズが最後となった。馬場は「日本プロレス中継」のプロデューサーであった原と共に、「第2次ゴールデン・シリーズ」終了3日後である7月14日に極秘裏でハワイ経由で渡米し（名目上は馬場の新潟県三条市への帰郷のためとされる）、新団体旗揚げのための根回しを開始した。同時期には日本テレビの小林社長が「力道山を受け継ぐ保守本流」でなければならないと考え、馬場と原が力道山の未亡人である百田敬子へ会いに行き、馬場が設立する新団体への協力を仰ぐようになっていた。これより日本テレビによる新日本プロレス中継開始計画は頓挫した。

### 「金8枠」進出 - 新日本プロレス中継への変更
1972年7月28日、日本テレビでの日本プロレスの過去の名勝負を放送した『日本プロレス選手権特集』が終了した2週間後、同局の「金8枠」（毎週金曜日の20:00 - 20:54）の中継を引き継ぐ形で『NET日本プロレスリング中継』という中継枠が設けられた。当日の新聞に掲載されたキャッチコピーは「金曜よるの興奮プロレス中継!! 今晩8時から10チャンネルがおとどけします」であり、なおかつ馬場と坂口の写真を掲載することで今後の「金8枠」におけるプロレス中継はNETで放送することをアピールした。「金8枠」第1回は7月24日に後楽園ホールで開幕した「第1次サマー・ビッグ・シリーズ」第4戦後楽園ホールからの生中継で、メインイベントは馬場VSキラー・ジョー・ノボのシングルマッチだった。この時点で日本プロレス幹部は「馬場と坂口の新エースコンビを軸にして、日テレの中継がなくてもやっていける」と楽観視していた。
しかし、「金8枠」進出翌日の7月29日に、馬場が8月18日の宮城県石巻市中央広場大会で終了する「第1次サマー・ビッグ・シリーズ」をもって日本プロレスを退団することを正式発表した（NETにおける最後の馬場出場試合中継は8月21日放送<8月16日に新潟県三条市厚生福祉会館で開催>の馬場&坂口VSエル・ソリタリオ&ジミー・バリアントの録画中継）。NETにおける馬場の試合の視聴率は月曜が10%、金曜が13%であった。「金8枠」開始以前に、馬場は日本テレビと新団体設立や新団体のテレビ中継に関する協議がすでに合意に達していた。会見で馬場は「日本プロレス界は、力道山の熱意、正力松太郎読売新聞創設者の英断、三菱電機関・大久保社長の支援などにより、今日の隆盛を見るに至った。日本テレビの電波によって、今日の人気と地位を獲得できた。私馬場正平は、日本テレビに出るべく、日本プロレスを退団するに至った」「新団体を設立し、日本テレビのブラウン管に乗りたい」などと会見した。同時に馬場は日本プロレスに対して「第1次サマー・ビッグ・シリーズのポスターに名を連ねているので最後まで出場する」「会社やプロモーターには迷惑をかけない」「第2次サマー・ビッグ・シリーズからはポスターから外してほしい」と口頭で伝えた。一方、芳の里を始めとした日本プロレス幹部は馬場の退団会見に関して「まったく寝耳に水」と驚いていた。また、日本プロレスには選手との契約書は存在しておらず、離脱する選手を阻止する法的拘束力は存在しなかった。馬場の退団発表に対し、平井より「次期シリーズである第2次サマー・ビッグ・シリーズまで出場した上で独立を認める」「1973年3月31日まで週1回本番組に登場し、さすれば日本テレビへの出演も容認する」という2つの調停案が提示されたが、馬場は調停案を拒否した。馬場の退団に際してNETも阻止に動き、NETの重役が馬場を料亭に招き、日本プロレスへの放映権料とは別に、馬場個人に高額な契約金を提示したが、日本テレビに恩義を感じていた馬場は、その申し入れを断っている。馬場が保持していたインターナショナル・ヘビー級王座に関して日本プロレスは、9月6日開催の田園コロシアム大会で大木を馬場に挑戦させ、馬場が勝利した場合はベルトを持ったまま退団しても構わないと発表したが、馬場は王座を返上した。
独立会見の直後、馬場は坂口をホテルニューオータニに呼び出し、全日本プロレス入りを期待していた坂口に対して「お前は日プロに残り、日プロを守れ」と告げた。最終的に芳の里への恩義もあり、坂口は日本プロレスに残留することになった。
馬場と猪木は日本プロレス「第1次サマー・ビッグ・シリーズ」と新日本プロレス「ニュー・サマー・シリーズ」開幕直前の1972年7月に、ハワイのアラモアナセンターで7か月ぶりに再会。「第1次サマー・ビッグ・シリーズ」開幕前から、馬場の新団体旗揚げ並びに日本テレビによる新団体の中継開始はほぼ確定していた。『全日本プロレス中継』のプロデューサーも務めることになる原は、アラモアナセンターにて馬場に極秘裏で猪木と面会した。猪木は原に対して笑顔で接し、別れ際、原は猪木に対して、日本テレビにおける新日本プロレス中継が不可能となったお詫びの意味も込めて「寛ちゃん、ごめん」と言わんばかりに手を合わせた。馬場は同年9月に全日本プロレス旗揚げも発表し、同年10月7日から日本テレビにおいて『全日本プロレス中継』がスタートした。
日本テレビは、馬場並びに『日本プロレス選手権特集』の後番組である『太陽にほえろ!』のメインスポンサーも務めた三菱電機と結託して、全日本プロレスに対するバックアップや『NETワールドプロレスリング』『NET日本プロレスリング中継』の裏番組である『NTV紅白歌のベストテン』や『太陽にほえろ!』の視聴率アップを図るなど、日本プロレスに対する本格的な報復作戦を取り始めた。
なお馬場は、日本プロレス退団後はテレビ朝日の番組には長年出演せず、出演したのは最晩年の『徹子の部屋』、『ニュースステーション』（『最後の晩餐』）などの数本のみである。一方、系列局制作番組には『探偵!ナイトスクープ』（朝日放送テレビ）に顧問として数回出演している。
一方の新日本プロレスは、日本プロレス「第1次サマー・ビッグ・シリーズ」と同日に開幕した「ニュー・サマー・シリーズ」では初の北海道サーキット（本シリーズでは日本プロレスが「第2次ゴールデン・シリーズ」をもって撤退した道北・道東で開催）を行い、8月7日に愛知県体育館、8月14日に広島県立体育館、8月29日に岡山武道館でそれぞれ初興行 を行うなどして、政令指定都市や県庁所在地（主に日本プロレスの興行から撤退した都市）に所在する大会場で積極的に興行を打って地盤を固めていった。
日本プロレスは「第1次サマー・ビッグ・シリーズ」中において、8月2日に鹿児島県喜界島中学校グラウンドでデビュー戦を控えていた木村聖裔はデビュー戦当日、東京スポーツの記者であった門馬忠雄に対して「この会社、潰れるね…」と漏らしていた他、門馬も木村の発言を受けて、将来的に日本プロレスが崩壊することを確信していた。上田と松岡巌鉄もシリーズ後半から欠場するなど、日本プロレスは内紛状態が続くことになる。日本プロレスは「第1次サマー・ビッグ・シリーズ」をもって、福岡スポーツセンターと北陸地方から撤退した他、新日本プロレスや全日本プロレスの旗揚げも相まって、日本プロレスの興行を買わないプロモーターが増加することになる。新潟総合テレビは、馬場のNET中継初出場試合および馬場のNET中継最終出場試合の中継協力局となってしまった。
NETが放送した馬場の出場試合は下表のとおりである（特記がない場合は録画中継並びに『NETワールドプロレスリング』にて放送。『NET日本プロレスリング中継』は1972年8月4日は放送休止）。
1972年8月25日に開幕の「第2次サマー・ビッグ・シリーズ」以降は坂口が新しい番組上でのメインイベンターとなった。「第2次サマー・ビッグ・シリーズ」では、クリス・マルコフ、ブル・ラモス、ブラック・ゴールドマン、エル・ゴリアス、ハンス・シュローダーなどの外国人選手を招聘し、ザ・シークが9月6日開催の田園コロシアム大会と翌9月7日開催の大阪府立体育館大会に特別参戦した。馬場の日本プロレス退団後の初回放送は、『NET日本プロレスリング中継』にて実況生中継された同シリーズ開幕戦（後楽園ホール大会）における坂口VSジム・ウィルソンと大木&吉村VSマルコフ&ゴールドマンであった。1972年10月改編期まで、しばらくの間は旧来の『NETワールドプロレスリング』としての放送枠（当時は月曜20時台）と並行して放送、その間は日本プロレスの中継枠がゴールデン枠に2つ存在していた。しかし、馬場と猪木の抜けた穴は大きく、馬場離脱後は本番組の視聴率や、日本プロレス自体の観客動員数も大きく減少した（実況を担当していた舟橋慶一は「観客よりも中継スタッフの方が多い会場があった」と公言している）。本番組自体も『NTV紅白歌のベストテン』や『太陽にほえろ!』、そして『TWWAプロレス中継』の制作局であったTBSの『ナショナル劇場』（馬場の日本プロレス退団当時は『大岡越前 第3部』を放送）の裏番組3番組に苦戦するようになっていく。選手に対する給料の未払いも発生するようになる。同年9月8日に田園コロシアムおよび9月11日に大阪府立体育館で行われた坂口VSシークのUNヘビー級選手権の録画中継も、それぞれ10%前後で視聴率回復には至らなかった。日本プロレスの低迷を受けてNETは、この頃から本番組打ち切りをちらつかせるようになる。
新日本プロレスは、1972年9月開幕の「ニュー・ゴールデン・シリーズ」では、9月19日には新潟市体育館、9月21日には川崎市体育館、10月4日には蔵前国技館で初興行を行った他、10月9日には広島県立体育館、翌10月10日には大阪府立体育館でそれぞれ2回目となる興行を行った。日本プロレス「第3回NWAタッグ・リーグ戦」の九州サーキット終了直後である10月13日から、初の九州サーキット（日本プロレスの妨害工作を避けるべく日豊本線や国道10号沿線中心でサーキットを組んだ）を開催した。蔵前大会と大阪大会では、旗揚げシリーズ以来となる猪木VSゴッチが再度実現、その模様は東京12チャンネル（現：テレビ東京）で録画中継された（後述）。この時点ではNETは新日本プロレス中継への変更は明言していなかったものの、「金8枠」一本化時からNETは馬場と日本テレビとの関係同様に、日本プロレス首脳陣や選手会長である大木に極秘裏で三浦甲子二NET専務と辻井NET編成局長が「猪木・坂口合体計画」プランを進ることになり、NETは猪木や坂口（マサ斎藤も数回出席）に接触し（最初にNETが坂口に接触し、後に坂口が猪木に接触（後述））、新日本プロレス中継開始に関する話し合いを持つようになった。この時期から新日本プロレスの観客数は徐々にではあるが増えていった。
日本プロレスに対する本格的な報復作戦を行っていた日本テレビは、馬場の日本プロレス退団や『NTV紅白歌のベストテン』の安定した視聴率により、視聴率が低下した『NETワールドプロレスリング』を打ち切らせ、日本プロレスのテレビ放映権収入を減収に追いやることに成功。1972年10月に旗揚げを控えていた全日本プロレスは、日本テレビのバックアップや、百田家の後ろ盾、そして馬場のアメリカでの武者修行中に築いた人脈やアマリロのプロモーターでNWAでも発言力の強かったドリー・ファンク・シニアの全面的な協力により、安定した外国人招聘ルートを確保。旗揚げシリーズの「'72ジャイアント・シリーズ」では、ブルーノ・サンマルチノ、フレッド・ブラッシー、テリー・ファンク（前半戦特別参加）、ドリー・ファンク・シニア（後半戦特別参加）、ダッチ・サベージ、ドン・デヌーチらを招聘した。新日本プロレス中継開始に関する極秘交渉を開始したNETと日本プロレスに対する報復作戦を行っていた日本テレビは、日本プロレスへの圧力をさらに強めていく。全日本プロレス旗揚げと前後して、日本プロレスの興行をプロモートしていたプロモーターが全日本プロレスへ鞍替えしたケースも続出することになる。日本プロレスの弱体化を機に、国際プロレスも日本プロレスの看板外国人だったレスラーの招聘に成功し、1972年9月開幕の「'72ダイナマイト・シリーズ」にはバディ・オースチン、10月開幕の「'72ビッグ・ウインター・シリーズ」にはブルーザー&クラッシャーを参戦させた。
全日本プロレスは1972年10月21日に東京都町田市体育館にて「ジャイアント・シリーズ前夜祭」を開催し、翌10月22日に日大講堂にて旗揚げ第1戦を行った。旗揚げシリーズである「'72ジャイアント・シリーズ」は、関東甲信越・東海地方を中心としたサーキットを組むことになり、10月24日には福島県立体育館（日本プロレスの福島県における興行は、9月17日開催の第2次「サマー・ビッグ・シリーズ」原町市体育館大会をもって撤退していた）、10月30日には愛知県体育館、11月1日には群馬県スポーツセンター、翌11月2日には長野市民体育館（日本プロレスの長野県における興行は、8月27日開催の「第2次サマー・ビッグ・シリーズ」木曽福島町大会をもって撤退していた）、11月6日には後楽園ホールでそれぞれ初興行を行った他、全日本プロレスは、10月17日開催の日本プロレス「第3回NWAタッグ・リーグ戦」和歌山県立体育館大会の10日後である10月27日に和歌山県立体育館における初興行を行った。「'72ジャイアント・シリーズ第2弾」以降も、新日本プロレス同様に日本プロレスが撤退した都市で積極的に興行を行っていった。また、全日本プロレスには日本テレビや百田家がバックに付いていたため、日本プロレスも国際や新日本に対して仕掛けたような妨害工作は行えず、ロサンゼルスのミスター・モトやダラスのフリッツ・フォン・エリックからの外国人招聘にストップをかけるに留まった。
その日本プロレスは、積極的に県庁所在地で興行を行っていた新日本プロレスとは正反対に、NET独占放送化以降は県庁所在地における興行が減少し、後楽園ホールや大阪府立体育館などの大会場へ依存することになる。「第3回NWAタッグ・リーグ戦」ではワルドー・フォン・エリック、ダニー・ホッジ、ネルソン・ロイヤルなどを招聘したが、国際プロレスは、1972年9月12日に開幕した「'72ダイナマイト・シリーズ」において常連外国人だったビル・ロビンソンの他にも、元アジアタッグ王者のオースチンや元アジアヘビー級王者のビル・ドロモなど、日本プロレスでの実績を持つレスラーを招聘した。
「第3回NWAタッグ・リーグ戦」は国際プロレスよりも興行面で劣勢に立たされ、東北本線沿線や国道4号沿線における興行を国際プロレスや新日本プロレスに押さえられていた。そのため、岩手県と宮城県では国道45号沿線における興行がやっとの状態で、開幕戦の宮城県スポーツセンター大会と翌9月26日開催の大船渡青果市場特設リング大会をもって撤退に追い込まれた。日本プロレスの低迷を受けて、NETは日本プロレス中継の週2回放送は視聴率的に無理と判断し、月曜20時の『NETワールドプロレスリング』は同年9月25日に行われた「第3回NWAタッグ・リーグ戦」開幕戦仙台大会の生中継をもって終了し（当日は坂口VSラリー・ハミルトンなどを放送）、同年9月29日に行われた第3戦後楽園ホール大会の実況生中継からは金曜20時の『NET日本プロレスリング中継』枠に一元化された。本番組の放送時間も、同年10月6日放送の長崎県大村市体育館大会（10月3日開催）の録画中継から金曜20:00 - 20:55に1分短縮された。
ネット局に関しても、金曜20時台がフジテレビ系同時ネット枠であった広島ホームテレビ（『NET日本プロレスリング中継』枠一元化時点では『ゴールデン歌謡速報』を放送）、月曜20時台がNETネット枠であった青森テレビ・テレビ岩手・ミヤギテレビ・福島中央テレビ・テレビ山口・テレビ宮崎では、『NET日本プロレスリング中継』枠一元化に伴い、本番組は完全に遅れネットで放送されることになった他、宮崎県からは、実況生中継で放送されるレギュラー中継のプロレス中継が完全に消滅することになった（本番組は後に途中打ち切り、『全日本プロレス中継』は宮崎放送で放送されていたが、1998年3月打ち切り）。本番組の同時ネット局も、ANNフルネット5局（NET、北海道テレビ、毎日放送、瀬戸内海放送、九州朝日放送）と日本テレビ系列とのクロスネット局であった中京テレビの6局と、『日本プロレス中継』末期の31局よりも大幅に減少することになった。
当時ANNフルネット局が瀬戸内海放送のみで、新日本プロレスが地盤を固めつつあった四国地方における興行と、当時ANNフルネット局が九州朝日放送のみだった九州地方における興行も「第3回NWAタッグ・リーグ戦」が最後となるなど、日本プロレスは本シリーズ以降、悪化傾向が進むことになる（「第3回NWAタッグ・リーグ戦」における九州サーキットは福岡県・長崎県・熊本県・宮崎県・鹿児島県で開催。10月1日には坂口の日本プロレス時代最後の凱旋興行となった福岡県久留米市小頭町公園広場特設リング大会が行われていた）。宮崎県都城市体育館における国際プロレスとの興行戦争では（国際プロレスが10月2日、日本プロレスが10月7日にそれぞれ開催。いずれもテレビ未収録）、日本プロレスは大木&坂口VSフリッツ・フォン・ゲーリング&ジョー・ハミルトンをメインに勝負をかけるも、ストロング小林VSオースチンの金網デスマッチを仕掛けた国際プロレスの前に観客数などで大惨敗に終わる。10月31日には大阪府立体育館大会（11月3日に録画中継、「第3回NWAタッグ・リーグ戦」優勝戦である坂口&高千穂明久VSハミルトン・ブラザーズ、ホッジVS松岡のNWA世界ジュニアヘビー級王座を放送）を開催したが、観客数は10月10日開催の新日本プロレス大阪府立体育館大会（猪木VSゴッチを開催）の7200人に対して、日本プロレス大阪大会は4500人という不入りに終わった他、本シリーズで3回行われた後楽園ホール（9月29日・10月20日・10月27日に開催）における興行も、全日本プロレス「'72ジャイアント・シリーズ」後楽園大会の2400人に対して、1000人～1200人という不入りに終わった。この時期から、後楽園ホール、大阪府立体育館、愛知県体育館における観客数は減少の一途をたどることになる。NETは1972年10月に日本プロレスを相手取り、馬場の退団は契約違反として東京地裁に告訴した。
馬場が返上して空位となっていたインターナショナル・ヘビー級王座およびインターナショナル・タッグ王座の新王者決定戦が行われることになった「'72インターナショナル選手権シリーズ」でも、興行を大都市中心とし、11月29日開催の札幌中島スポーツセンター大会（テレビ未収録）と12月4日開催の広島県立体育館大会（12月15日に録画中継）以外、関東・東海・近畿のみのサーキットとした上で、シリーズ自体も前年よりも5戦削減された。その一方で、外国人選手はジン・キニスキー、ブラジル、ファビュラス・カンガルーズ（アル・コステロ、ドン・ケント）、モンゴリアン・ストンパー、キラー・カール・コックスなどの豪華メンバーを招聘して人気回復に努めようとした（キニスキーは札幌大会から最終戦までの特別参戦。ブラジルは同じく札幌大会から、テレビ未収録だった12月9日開催の岐阜県美濃加茂市中濃体育館大会までの特別参戦）。
だが、10月28日に「'72ビッグ・ウインター・シリーズ」を開幕させた国際プロレスは、前シリーズからオースチンが序盤戦に継続参戦した他、全戦にレッド・バスチェンやマリオ・ミラノ、そして終盤戦にブルーザー&クラッシャーを招聘。さらにシリーズ前半に北海道サーキットを、終盤戦に中国サーキットをそれぞれ組んだ。1972年11月開幕の新日本プロレス「ニュー・ダイヤモンド・シリーズ」は、前半に日本プロレスが「第3回NWAタッグ・リーグ戦」をもって撤退した四国・九州地方中心のサーキットを組み、国際プロレス「'72ビッグ・ウインター・シリーズ」と同時期に中国サーキットを組んだ他、12月11日には宮城県スポーツセンターで2回目となる興行を行った。全日本プロレスも12月2日に開幕した「'72ジャイアント・シリーズ第2弾」にザ・デストロイヤー、同年の「第14回ワールドリーグ戦」に参戦したブッチャーとサイクロン・ネグロなどを招聘し、東北地方と日本プロレスが「第1次サマー・ビッグ・シリーズ」をもって撤退した北陸地方中心でサーキットを組んだ。「'72インターナショナル選手権シリーズ」以降は大都市や後楽園ホール、関東・東海・近畿における興行に依存していた日本プロレスは、本番組の同時ネット局の減少やプロモーターの全日本プロレスへの鞍替えも相まって、全国各地で積極的に興行を行うようになっていた新日本プロレスと全日本プロレスとは対照的に、地方における興行面での苦戦がさらに加速することになる。
日本プロレス「'72インターナショナル選手権シリーズ」と国際プロレス「'72ビッグ・ウインター・シリーズ」における愛知県体育館で行われた興行戦争（日本プロレスが11月21日に、国際プロレスが11月27日にそれぞれ開催。日本プロレスはテレビ未収録、国際プロレスは12月3日・10日に録画中継）では、日本プロレスは坂口&吉村VSカンガルーズのアジアタッグ王座戦を組むも、小林&グレート草津VSブルーザー&クラッシャーの金網タッグ・デスマッチを仕掛けた国際の前に、前述の都城大会同様にカードの質や観客数で大惨敗を喫し（日本プロレスの観客数は主催者発表では4000人であったが実数は2000人、国際プロレスの観客数は8500人の超満員札止め）、12月2日には東京都内で全日本プロレスに興行戦争を仕掛けられたと同時に（日本プロレスは蔵前国技館、全日本プロレスは足立区体育館でそれぞれ開催。日本プロレスのメインは坂口&大木VSキニスキー&ブラジルのインターナショナル・タッグ王座決定戦、全日本プロレスのメインは馬場&サンダー杉山VSデストロイヤー&ネグロ。日本プロレスは12月8日に録画中継、全日本プロレスは実況生中継）、静岡駿府会館における興行戦争でも（日本プロレスが12月8日に、国際プロレスが11月28日にそれぞれ開催。日プロは12月29日に録画中継、国際はテレビ未収録）、日本プロレスは、金網デスマッチで開催された小林VSクラッシャーのIWA世界ヘビー級王座戦に対抗する形で坂口&吉村VSキニスキー&コックスのアジアタッグ王座戦を仕掛けたが、両団体とも観客数は4000人に終わり、興行成績でも2ヶ月前に『全日本プロレス中継』を開始した全日本が猛追を見せるなど、末期症状を呈していた。
観客数の減少や番組の低視聴率という状況を受け、NETは日本プロレスに対して「このままの状況が続けば、1973年3月で番組を打ち切る」と通告した。インターナショナル・ヘビー級王座は、12月1日に実況生中継された横浜文化体育館大会にて行われた王座決定戦において、ブラジルが大木を破って新王者となったが、広島大会において大木が奪取した。インターナショナル・タッグ王座戦は、12月5日に大阪府立体育館（12月22日に録画中継）で再戦が行われ、坂口&大木が防衛した。当時ANN系列局が所在しない地域で行われた大会の中継も、静岡大会が最後となった。札幌大会とシリーズ最終戦である12月14日開催の岐阜市民センター大会（いずれも当日のメインは坂口VSキニスキーのUNヘビー級選手権戦）は、テレビ中継から外された。同時に日本プロレスは、本シリーズをもって蔵前国技館、札幌中島スポーツセンター、当時ANNフルネット局が広島ホームテレビのみであった中国地方から撤退した。本シリーズ終了後には、星野、永源遙、戸口正徳、安達勝治の4人が海外遠征へ出発した。
「'72インターナショナル選手権シリーズ」終了と同時期、日本プロレスと新日本プロレスの合併話が持ち上がった。NETは日本プロレスに対して「猪木・新日本プロレスとの合併を認めなければ中継を打ち切る」と強硬姿勢に出るに至り、1972年12月、坂口は斎藤の仲介で、六本木のすき焼き店で猪木と約1年ぶりに再会し、今後のプロレスについて話し合った。その後も坂口は大木や日本プロレス幹部に極秘裏で猪木に接触していた。その直後、三浦NET専務と辻井NET編成局長は坂口を呼び出し、「このままでは日本プロレス中継は存続できない。猪木と一緒にできるか? それが中継存続の条件だ」と最後通告を行った。坂口は芳の里へこの件を報告したが、芳の里はテレビ中継の件に関しては坂口に一任した。坂口は小鹿の仲介を取り付け、日本プロレスと新日本プロレスの合併話を進め、猪木やNETとの交渉役も務めることになった。同年12月末、猪木、坂口、NETの3者は新日本プロレス中継開始に関する基本合意に至った。猪木と坂口は1973年元日にNETで放送された「うし年だよ!スターもうれつ大会」にも揃って出演した。
新日本プロレスは、「'73新春バッファロー・シリーズ」では九州・四国・東北中心でサーキットを組んだ。1973年1月21日に福岡県稲築町山野鉱業グラウンドと福岡県筑紫野市二日市中央公民館裏広場特設リングで、1月にもかかわらず屋外会場における昼夜興行を行うなど経営的にも苦しい状況は変わりはなかったが、それでも1月27日に九電記念体育館、2月9日には山形県体育館、2月11日には秋田県立体育館、シリーズ最終戦である2月20日には横浜文化体育館でそれぞれ初興行を行うなど、地盤をさらに固めていった。外国人選手はゴッチを窓口に欧州や英連邦を主要な招聘ルートとし、「ニュー・ダイヤモンド・シリーズ」にはジョニー・ロンドスやパット・ローチ、次期シリーズの「'73新春バッファロー・シリーズ」にはトニー・チャールズやジェフ・ポーツ、ザ・タイガー（ブッチ・ミラー）、ブルーノ・ベッカーなどが参戦したが、ネームバリューのある外国人は依然として招聘できない状況だった。1973年1月末にはNETと新日本プロレスとの間で新日本プロレス中継開始に関する最終合意に至った。1973年2月8日には猪木・坂口・NETによる合併記者会見を一旦は行った。
1973年、日本プロレスは最期の年を迎える。1月5日に開幕した「'73新春チャンピオン・シリーズ」では、6人招聘した外国人選手はビリー・レッド・ライオンを除きザ・スポイラーやレッド・デビルなどすべて覆面レスラーという布陣となったが、観客数の減少傾向には歯止めがかからなかった。一方の国際プロレスは、同シリーズ開幕翌日に大阪府立体育館で開幕した「'73新春パイオニア・シリーズ」に、提携先のAWAルートからザ・プロフェッショナル、ラリー・ヘニング、ケン・パテラ、欧州ルートからグラン・ラパン、イワン・ストロゴフなどを招聘。全日本プロレスも同日開幕の「'73新春ジャイアント・シリーズ」に、かつての日本プロレスの主力外国人だったドン・レオ・ジョナサンとウイルバー・スナイダーをはじめ、ゴードン・ネルソン、アルゼンチン・アポロ、メヒコ・グランデなどを招聘した。日本プロレス単独加盟であったNWAも、同年2月3日に開催されたNWAの臨時総会において全日本プロレスの加盟が認められ、全日本プロレスはNWA世界ヘビー級王者の招聘が可能となった。
日本プロレスはこの時期から、各選手を日替わりで欠場させるという異常事態に陥り、林をシリーズ中に海外遠征へ出立させた。同シリーズでは、都道府県庁所在地における興行も後楽園ホール（1月5日・19日・26日に開催）と大阪府立体育館（大阪府立体育館は「第2次サマー・ビッグ・シリーズ」から4シリーズ連続の興行となった）のみとした上で、かつ北海道・青森県中心のサーキットとなったが、北海道は道南と空知支庁のみでの興行となった他、東北地方は、同時期の開催となった新日本プロレス「'73新春バッファロー・シリーズ」や全日本プロレスの1972年12月シリーズである「'72ジャイアント・シリーズ第2弾」に会場を押さえられており（新日本プロレスと全日本プロレスは、本番組放送当時青森県における興行を行っておらず、日本プロレスにとっては青森県が東北地方における最後の砦となっていた）、1月16日開催の弘前市民体育館大会と翌1月17日開催の八戸市体育館大会（弘前大会・八戸大会ともテレビ未収録）のみとなった。さらに、1月20日から1月25日まで6日間も休養日が設定された他、後楽園ホール以外における関東地方における興行は、1月27日開催の埼玉県行田市体育館大会（テレビ未収録）のみとなった。日本陣営の主力選手は、全戦に出場したのは坂口のみで、大木は1月8日開催の第4戦北海道知内町大会（テレビ未収録）からの出場となった他、高千穂は1月28日開催の第14戦和歌山県御坊市体育館大会（2月2日に録画中継）と最終戦である1月30日開催の大阪大会（2月9日に録画中継）など5戦を欠場。吉村はテレビ中継が行われる会場を中心に6戦に出場することになったが、テレビ中継が行われた会場の内、1月26日開催の第12戦後楽園ホール大会（実況生中継）と大阪大会を欠場した。1月26日に実況生中継された高千穂VS小鹿戦で14.8%の視聴率を記録し、翌日放送の『全日本プロレス中継』の視聴率（12.3%）を辛うじて上回った。
「'73新春チャンピオン・シリーズ」では、開幕戦の後楽園ホールからの実況生中継で行われた坂口VSミスターX（ジム・オズボーン）のユナイテッド・ナショナル・ヘビー級王座戦、1月12日に北海道滝川市青少年体育センターからの実況生中継で行われた大木VSライオンのインターナショナル・ヘビー級王座戦、御坊大会で吉村&坂口VSライオン&Xのアジアタッグ王座戦、大阪大会で大木&坂口VSスポイラー&デビルのインターナショナル・タッグ王座戦をそれぞれ放送したが、1月13日に北海道岩見沢市スポーツセンター大会で行われた吉村&坂口VSマイティ・ヤンキース（ビリー・スピアーズ&カーティス・スミス）のアジアタッグ王座戦はテレビ中継から外された。番組自体の視聴率は、本シリーズ以降は10%を割り込む週が目立っていた他、観客数も1月24日と25日に開催された全日本プロレス「'73新春ジャイアント・シリーズ」の東京都内2連戦（馬場VSジョナサンの世界選手権争覇戦がメインだった日大講堂大会は5400人、大田区体育館大会は2500人）に対して、1月19日と26日開催の後楽園大会（いずれも実況生中継）は1200人という不入りとなり、大阪大会も3500人の動員に終わった。同時に日本プロレスは、本シリーズをもって北海道、当時ANNフルネット局が所在していなかった東北地方、大阪府を除く近畿地方から撤退した他、大阪府立体育館からの実況中継も本シリーズが最後となった。
1973年2月16日より、日本プロレスはバレンタインを外国人エース格として、初来日のキラー・カール・クラップなどを招聘した「'73ダイナミック・シリーズ」を全11戦の日程で開幕させた。サーキット自体は3月1日開催の新潟県上越市大会以外、関東・東海・近畿のみで行われることになり、最大で5日の休養日が設定された。2月3日にNWAに加盟した全日本プロレスでは同月10日より「ジャイアント・シリーズ総集戦」が開幕しており、前年の「'72ダイナミック・シリーズ」に来日したレイスをはじめ、クラッシャー・スタージャック、ポール・ジョーンズ、ボブ・ブラウンらが全戦に参戦した他、パット・オコーナーが2月20日開催の宮城県スポーツセンター大会に、前年の「'72インターナショナル選手権シリーズ」に来日したブラジルが2月27日開催の日大講堂大会に、それぞれ特別参戦した（サンマルチノも旗揚げシリーズに続き、2月15日から18日まで特別参戦）。一方の国際プロレスは2月24日に開幕する「'73チャレンジ・シリーズ」に、マッドドッグ・バション、ホースト・ホフマン、アンジェロ・モスカなどを招聘した。
順調に進むと思われていた日本プロレスと新日本プロレスとの合併であったが、日本プロレスの選手会長だった大木金太郎がこの合併決定に反発（新日本との合併記者会見が行われた際、大木は韓国に滞在しており日本には不在だった）。日本に戻った大木は2月16日の「'73ダイナミック・シリーズ」後楽園ホール大会の控室で大々的に「猪木と坂口との合体は聞いていない。合体話は猪木が日プロの乗っ取りを企んだことを認めることになり、絶対に反対だ」と記者陣に会見。これにより、一度は合併に承諾した選手会の総意を、大半の選手とフロント勢が覆して大木の意見に賛同したため、合併は破談となるが、NETは4月から新日本プロレス中継を放送する方針には変わりはなかった。大木は後楽園大会での記者会見において、坂口、木村、小沢正志、大城勤（大城大五郎）の4選手が3月31日付で新日本プロレスへ移籍することを、坂口に無断で発表。吉村も3月3日の近大記念会館大会をもって引退することを決断した。これにより、日本プロレス残留を決めた大木派と新日本プロレスへ移籍する坂口派との対立は、シリーズが進むにつれて深刻さを増し、日本プロレス幹部と大木派は本シリーズにおいて、猪木の日本プロレス除名時と同様に、坂口派に対して圧力をかけ始めた（引退が決定していた吉村と、すでに坂口派に付いていたNETは中立の立場を貫いていた）。2月23日の再度の後楽園大会当日に行われた選手会の会合では（大木派はレフェリーの長沢日一を加えた8人、坂口派は4人の他にレフェリーの田中米太郎を加えた5人がそれぞれ出席。大木派についていた高千穂と桜田一男は出席せず）、大木が坂口に対し、日本プロレスへの慰留を強く要請したものの物別れに終わるなど紛糾した。坂口も、猪木から「適当な理由を付けて欠場した方がいい」と勧められていたほどだったという。
坂口が保持していた各タイトルも、インターナショナル・タッグ王座は大阪大会にて大木&坂口からバレンタイン&クラップに移動していたが、国際プロレスが前述の小林&草津VSブルーザー&クラッシャーの暴動騒ぎのお詫びとして3月2日に愛知県体育館で行った無料興行（メインはマイティ井上VSホセ・クインテロの金網デスマッチ）にぶつける形で、同月6日に同じく愛知県体育館においてリターンマッチを決行。大木は坂口に代わる新パートナーとして上田を指名して勝利し、奪還に成功した（日プロは3月16日に録画中継、国際はテレビ未収録）。ユナイテッド・ナショナル・ヘビー級王座も、最後の実況生中継となった3月2日の横浜文化体育館大会にて坂口がバレンタインに明け渡した後、シリーズ最終戦かつ最後の番組収録となった3月8日開催の栃木県佐野市民会館大会において、高千穂がバレンタインを破り新王者となった。アジアタッグ王座は吉村&坂口が王座を返上したため、3月3日に近大記念会館大会（3月9日に録画中継）にて行われた王座決定戦で小鹿&松岡がクラップ&クルト・フォン・スタイガーを下して新王者チームとなった。
大木派の坂口派に対する不満は佐野大会で頂点に達していた。開催日当日に前日の開催地である三重県津市から帰京した坂口派は、大木派と別行動を取った上で自家用車で佐野市へ向かい、会場控室ではなく佐野市内のビジネスホテルを控室代わりに使用し、着替えた後に会場入りした。坂口は大木とのタッグでクラップ&ルーベン・ファーレスとセミファイナルで対戦して勝利。木村、小沢、大城の3人は大木派の伊藤正男、羽田光男、桜田とそれぞれシングルマッチを行った。小沢は羽田を下し、木村は伊藤と引き分けたが、大城は桜田にセメントを仕掛けられて顔面流血を負い、リングアウト負けしてしまう。坂口は大城の救出へ向かおうとしたが、木村と小沢に静止させられた（救出に行った場合、大木派に袋叩きにされるのは目に見えていた）。この時点で木村は、すぐに会場を後に出来るよう自家用車を会場の外で待機させていた。坂口は、日本プロレス除名時の「'71ワールド・チャンピオン・シリーズ」において同様の経験を持つ猪木から、「控室に行くな。若いのを自家用車に乗せて新日本プロレス道場に来い」とアドバイスを受けており、試合終了直後に木村、小沢、大城を引き連れて、メインのバレンタインVS高千穂を見届けることなく自家用車で佐野市内のビジネスホテルへ一旦戻った後、新日本プロレス道場へ直行した。その際、到着が深夜にもかかわらず、山本や藤波が出迎えたという。
NETは坂口に同調する形で、「'73ダイナミック・シリーズ」終了翌日で、近大記念会館大会の録画中継当日でもある1973年3月9日に、3月30日限りで『NET日本プロレスリング中継』を打ち切った上で、翌週4月6日から新日本プロレス中継に変更することを正式発表した。坂口も同日に木村、小沢、大城の3人を引き連れて日本プロレス事務所へ出向き、芳の里に対して「今日限りで日本プロレスを辞めさせてもらう」と挨拶した。後に坂口は、新日本プロレス中継への変更かつ『ワールドプロレスリング』が長寿番組になっている件に関して「三浦NET専務と辻井NET編成局長の大英断に感謝したい」と感謝の念を述べたという。
これを受けて日本プロレスは25戦で予定していた次期シリーズ「アイアン・クロー・シリーズ」を一旦キャンセルした。NETも吉村道明引退興行が開催された近大記念会館大会（吉村の引退試合である吉村VSファーレスと前述のアジアタッグ王座決定戦を録画中継）の他にも、日本プロレス中継終了かつ新日本プロレス中継への変更と同時に、中京広域圏における本番組の放映権が名古屋テレビに再移行することになる中京テレビ（1973年4月以降は『全日本プロレス中継』→『コロッセオ』→『プロレスリング・ノア中継』のみ放送）の制作協力で、名古屋大会と同年3月7日に行われた津市体育館大会を3月16日と3月23日に録画中継し、佐野大会の録画中継を「NET日本プロレスリング中継」最終回とすることにした。NETによる新日本プロレス中継開始の正式決定後も、大木は菊池孝に対し、「NETは日プロを見捨てないだろう。新日本の中継を開始しても、NETのプロレス中継は日プロと新日本の隔週となり、引き続き日本プロレスの試合を中継してくれると思う」と楽観する意見を述べており、フロント側も離脱した坂口に代わる主力選手として、高千穂明久を新たなUNヘビー級王者として売り出す方向性も見せていたが、NETは当然ながら、日本プロレスに対してそんな温情を見せるはずもなかった。
NETの後ろ盾を得た上で坂口の入団が決定した新日本プロレスと、金網デスマッチが人気を博していた国際プロレスの両団体に対する日本プロレスの一連の妨害工作や興行合戦は、最終的に焼け石に水となる格好となった。その一方、日本テレビと全日本プロレスが三菱電機と結託して行っていた日本プロレスへの報復作戦は、大物外国人選手の招聘、日本テレビとスタジオ契約を結んでいた後楽園ホールの無条件での使用、新日本プロレス同様に日本プロレスが撤退した都市での積極的な興行の開催、さらには「NET日本プロレスリング中継」の裏番組であった「太陽にほえろ!」の高視聴率もあって、最終的に成功する形となった。日本プロレス最後のシリーズとなった『アイアン・クロー・シリーズ』は、開幕前に芳の里社長は「NET日本プロレスリング中継」終了と同時に興行活動を断念する意向を示していたが、芳の里社長の方針に対して、大木ら選手会は『アイアン・クロー・シリーズ』を全6戦の日程で、各選手の貯金を取り崩して選手会主催興行として強行した。しかし、テレビ中継を打ち切られた上、人気主力選手の離脱による不在が影響し、6戦すべてが記録的な不入りとなり、興行は失敗に終わっている。
坂口の新日本プロレス移籍並びにNETの新日本プロレス中継への変更により、NETは予定通り1973年3月30日限りで3年7カ月続いた「NET日本プロレスリング中継」を終了した。最後の日本プロレス中継は、NETの新日本プロレス中継開始会見の前日である佐野大会で行われたバレンタインVS高千穂のUNヘビー級選手権戦と、坂口&大木VSクラップ&ファーレスの録画中継であった。これにより日本テレビ単独中継時代から19年1カ月続いた日本プロレスのテレビ中継は幕を下ろしたと同時に、「NET日本プロレスリング中継」終了当日の3月30日には、翌週4月6日から実況中継される新日本プロレス「'73ビッグ・ファイト・シリーズ」が大田区体育館で開幕した。木村、小沢、大城は大田区大会から新日本に参戦し、坂口も大田区大会当日は試合がなかったものの、メインイベントの猪木&柴田勝久VSジャン・ウィルキンス&マヌエル・ソトに乱入。4月1日の第2戦佐賀県鹿島市大会から新日本に正式参戦した。こうして日本テレビに続きNETテレビの放送を打ち切られて放映権料を失い、人気主力選手の離脱で観客動員も激減したことにより会社経営も立ち行かなくなった日本プロレスは崩壊の道を辿ることになる。
メイン実況を務めていた舟橋は「NET日本プロレスリング中継」最終回当日、新日本プロレス「'73ビッグ・ファイト・シリーズ」開幕戦に直接出向き、新日本プロレス中継開始に備えて新日本の試合内容などをチェックしていたという。『NET日本プロレスリング中継』最終回は、放送当日に大田区体育館にいた坂口と舟橋にも見放された格好となった。なお、『NET日本プロレスリング中継』最終収録地となった佐野市民会館では、新日本プロレス中継開始前日の同年4月5日に「'73ビッグ・ファイト・シリーズ」第4戦が行われている。

## 新日本プロレス中継時代

### 前史
1972年3月に旗揚げした新日本プロレスはテレビ中継がないままに旗揚げし、それが故に旗揚げ半年で累積赤字が1億円に達するなど経営難に陥っていた。『日本プロレス中継』打ち切り直前から新日本は日本テレビから試合中継開始を打診され、新日本も交渉に応じようとしたが（『日本プロレス中継』のプロデューサーだった原章は猪木と親密だった）、日本テレビは馬場に付いた上で『全日本プロレス中継』を開始したため日本テレビにおける新日本中継は実現しなかった。初の新日本プロレス中継は東京12チャンネル（現：テレビ東京）が放送し、単発放送として2回放送され、1972年10月4日に行われた猪木VSカール・ゴッチ戦を当日の22時30分から、10月10日に行われた猪木VSゴッチ戦を11月6日の20時からそれぞれ1時間枠で特別番組として録画中継した。単発放送ながらも、猪木の試合中継が10か月ぶりに復活した。
猪木と当時日本プロレス所属だった坂口は、東京12チャンネルにおける単発放送前からNETとの新日本のレギュラー中継開始交渉を日本プロレスと日本プロレス選手会に極秘裏で開始し、1973年1月には最終合意に達し、同年3月9日にNETによる新日本プロレスレギュラー中継開始が発表された（前述）。

### 放送開始 - 古舘の全盛期
1973年4月6日、新日本プロレスの中継番組として、半年ぶりに『ワールドプロレスリング』のタイトルが復活したうえで再スタートして放送開始。放送開始前日の新聞に掲載されたキャッチコピーは「アントニオ猪木★坂口征二 プロレス界の巨星10チャンネルで大暴れ!! ビッグファイトは明晩から独占中継」であった。それまでの『NET日本プロレスリング中継』枠同様に「金8枠」に主に生放送され、猪木の試合が1年4カ月ぶりに全国ネットプロレス中継に復活したと同時に、定期的に放映権料が入ることになった結果、旗揚げから経営難にあえいでいた新日本プロレスの経営も立て直すことができた。
新日本プロレス中継開始当初は、中継席やカメラの設置位置を決める前にチケットを販売したプロモーターもあったが、座席を買い戻すのは制作費が増加してしまうため、後にチケット発売開始前に中継席やカメラの設置位置を決めるようになった。また、猪木はテレビ中継に関しても厳しい注文を出し、中継スタッフを猪木の前に集合させて猪木が中継の実質的な指示を行っていた他、猪木自ら中継車に乗り込み、スイッチャーに対して映像の切り替え指示を出すなど、ディレクター以上の権限を持っていたという。テレビ中継が行われる会場のチケットの販売はテレビカメラが映る席から販売するよう猪木自ら営業担当に指示し、空席があった場合はテレビカメラが映る席へ移動するよう指示していたという。
解説には、東京12チャンネルによる単発中継で解説を務めた桜井康雄の他にも、日本プロレス元取締役であった遠藤幸吉も起用。新日本プロレスとNETは、遠藤に対して外国人招聘ルートの開拓を要請し、遠藤はNWA反主流派と知られたマイク・ラベールに対して外国人選手の派遣を依頼した。
第1回は『NET日本プロレスリング中継』終了と同日に開幕した「'73ビッグ・ファイト・シリーズ」第5戦の栃木県宇都宮スポーツセンターからの生中継で、猪木&柴田勝久VSジャン・ウィルキンス&マヌエル・ソトと坂口vsプロフェッサー・バーン・ジールのダブルメインイベントが放送された。本番組の新日本中継への変更と同時に、テレビのレギュラー放送が開始するまでという条件で参戦していた豊登は新日本を退団した。開始2週目である同年4月13日放送分は、宮城県スポーツセンター大会（4月12日開催）の録画中継が放送された。仙台大会を境に新日本プロレスは、興行成績、テレビ中継における放送カードの柔軟性や放送時間などで国際プロレスより徐々に優位になっていった（国際プロレスも4月27日に宮城県スポーツセンターで興行を行ったが、TBS『TWWAプロレス中継』での放送は数週間後の5月20日・27日だった）。国際プロレスは前述のストロング小林&グレート草津VSディック・ザ・ブルーザー&クラッシャー・リソワスキーの金網タッグ・デスマッチにおける暴動騒ぎの後遺症も相まって、地方都市における興行数が年を追って減少することになる。開始3週目である同年4月20日の蔵前国技館大会では、猪木の日本プロレス除名処分以来途絶えていた猪木&坂口のコンビが復活して試合が生中継された。開始4週目である同年4月27日放送分は、日本プロレスの最終シリーズである「'73アイアン・クロー・シリーズ」開幕戦大阪府立体育館大会の5日後である4月18日開催の大阪府立体育館大会が録画中継された。
タイガー・ジェット・シンが初来日した1973年5月開幕の「'73ゴールデン・ファイト・シリーズ」以降は開幕戦から放送されるようになり、5月30日には札幌中島スポーツセンターでの初興行も行われ、その模様は6月1日に録画中継された。7月6日には日本プロレス崩壊まで使用不可となっていた後楽園ホールの初興行を行い、その模様は実況生中継された（山本小鉄VSターザン・ジャコブス、猪木&木戸修VSシーン・リーガン&デニス・ホール、坂口VSジョン・L・サリバンを放送）。1973年9月開幕の「'73闘魂シリーズ」では、日本のプロレス団体では沖縄県の本土復帰後で初となる沖縄サーキットを開催し、9月21日開催の奥武山体育館大会は10月5日に録画中継された。
1973年8月24日にはロサンゼルスのオリンピック・オーディトリアムにて、猪木&坂口がジョニー・パワーズ&パット・パターソンの保持する北米タッグ王座に挑戦。その模様は8月31日に録画中継された。新日本はロサンゼルス地区（NWAハリウッド・レスリング）との関係を深め、同地区からはロニー・メイン、ビクター・リベラ、アール・メイナード、ジョン・トロスなどが翌年にかけて参戦。さらに、NWF世界ヘビー級王者のパワーズや日本プロレス中継最終シリーズに参戦していたジョニー・バレンタインなどの大物外国人を招聘したことにより、視聴率は末期が8〜10%台だった『NET日本プロレスリング中継』よりアップし、1973年末には15〜18%台に達してプロレス中継ではトップの座に躍り出て、日本テレビ『太陽にほえろ!』と視聴率競争を繰り広げることになる。
1973年11月1日にNETが教育専門局から総合局へ移行したのに伴い、翌11月2日に放送された「'73闘魂シリーズ第2弾」石川県小松市体育館大会の実況生中継より、『NET日本プロレスリング中継』から続いていた教育番組扱いでの放送から、日本テレビ『全日本プロレス中継』並びに『TWWAプロレス中継』同様にスポーツ中継扱いでの放送に変更された。舟橋慶一は、教育番組扱いで放送されていた1973年10月までの放送に関して「特に流血戦には苦慮した」と述懐している。
新日本プロレスは、1974年1月にラベールのラインで同じNWA反主流派であったビンス・マクマホン・シニアが代表を務めるWWF（現：WWE）との提携を開始。国際プロレスの看板外国人だったアンドレ・ザ・ジャイアントに関しても、ブッキング権がAWAのバーン・ガニアからマクマホン・シニアに以降した結果、水面下で行われていた国際および全日本プロレスとの争奪戦に勝利して2月開幕の「'74ビッグ・ファイト・シリーズ」への招聘に成功した。パワーズのNWFルートからもアーニー・ラッドやザ・シークなどのビッグネームが招聘され、WWFからはアンドレを皮切りにフレッド・ブラッシー、ニコリ・ボルコフ、イワン・コロフ、ペドロ・モラレス、スーパースター・ビリー・グラハムらが1974年から1976年にかけて参戦するなど、脆弱だった外国人レスラーの招聘ルートが大幅に改善されることになった。
1974年2月には、ストロング小林が国際プロレスを退団し、新日本へ移籍。同年3月19日に行われた猪木VS小林の初対決は19.8%を記録した。同年10月には大木が新日本へ参戦し、10月10日に行われた猪木VS大木は、20.2%を記録した。猪木VS大木を境に、視聴率もビッグマッチの度に、20%越えを記録するようになる。1975年3月27日にはソウル奨忠体育館にて、猪木が大木の保持するインターナショナル・ヘビー級王座に挑戦。その模様は3分間のダイジェストではあったが、本番組で録画中継された。
1976年2月6日の「格闘技世界一決定戦・猪木vsウィレム・ルスカ」の生中継（途中で放送終了）で、最高視聴率34.6%（ビデオリサーチ・関東地区調べ）を記録する（翌週に同年2月5日に行われた坂口&小林VSシン&ブルータス・ムルンバの北米タッグ王座戦とセットで放送された再放送も26.8%を記録）。1978年9月19日に大阪府立体育館で行われた上田VSシンは、大阪府立体育館で行われた興行としては初の超満員札止めとなった。
この間の1977年4月に日本教育テレビはテレビ朝日に名称を変更した。
シンが新日本に参戦していた時代、テレビ朝日はビデオリサーチやニールセンによる視聴率調査の他にも、シンの狂乱ファイトに対する抗議電話も視聴率の指標としており、抗議電話の回数によって視聴率を即座に判断していたという。本番組の視聴率発表日は、1977年9月23日放送の「'77闘魂シリーズ」福島県会津体育館大会（9月22日開催）の録画中継（猪木VSロディ・パイパー、坂口&小林VSスタン・ハンセン&ザ・ハングマンを放送）までは翌週に発表されていたが、同年9月30日放送の「'77闘魂シリーズ」大阪府立体育館大会（9月29日開催）の録画中継（木戸VSパイパー、坂口&小林VSハンセン&ハングマンの北米タッグ王座戦を放送）以降は翌日発表に変更された。
金曜→月曜時代は原則生中継であったが、放送が途中で終了した場合は翌週に放送終了後の試合を最初に録画中継で放送するという便宜を図っていた。また、当時の新日本プロレスは外国人選手のギャラの支払いが週給単位であった関係で、放送前日の木曜日にシリーズ最終戦を組むことが多かった。そのため、シリーズ最終戦もしくは最終戦直前に大会場で行われた試合は2〜3週に分割した録画中継（1週目はメインイベント、2週目以降はセミファイナル以前の試合）となることが多く、1週目を丸々メインイベントに割くこともあった。試合は生中継や録画中継に関わらず、現在とは異なりノーカットで放送された。また、テレビ朝日は金曜日にプロ野球中継を基本的に編成しなかったため、プロ野球中継の有無で放送時間が左右されていたゴールデンタイム時代の『全日本プロレス中継』や、特別番組放送による放送休止が頻発していた『国際プロレスアワー』（東京12チャンネル）とは異なり、放送時間が当日時差ネットに変更されたり、休止となったりすることは、ほとんどなかった。テレビ朝日で放送休止となった場合に備え、通常の素材とは別に遅れネット専用素材（番販素材）も用意されていた。また1970年代・1980年代にはごくまれに「ゴールデンナイター」（巨人戦のビジターカード）の生中継のため、20時台と21時台の番組を入れ替えて、21時から放送した事例や、1979年10月5日に放送された大阪府立体育館大会（10月2日開催、猪木VSシンと藤波VS剛竜馬のWWFジュニアヘビー級王座戦を放送）の録画中継のように、深夜23時台に放送した例もある。
1970年代後半からの新日本プロレスには、WWFとの提携強化でハンセンやボブ・バックランド、NWAフロリダ地区との提携開始によってダスティ・ローデスなど、シンやアンドレと並ぶ看板外国人選手が登場。また、1979年4月7日に『全日本プロレス中継』が「土8枠」（土曜20時枠）から土曜17:30枠へ移動し、1981年3月28日に「土8枠」で放送していた『国際プロレスアワー』が終了したのに伴い、全国ネットで生中継を実施するゴールデンタイムのプロレス中継は1981年4月3日から1985年10月18日まで本番組のみとなった。
ネット局に関しても、近畿広域圏では腸捻転解消に伴い、1975年4月4日（当日は蔵前国技館で行われた猪木VS大木と坂口VS小林の実況生中継）に毎日放送から朝日放送（現：朝日放送テレビ）へ放映権が移行されたことから、朝日放送におけるプロレス中継が『TWWAプロレス中継』終了以来1年ぶりに復活した（毎日放送は全国ネットのプロレス中継から撤退）。宮城県では同年10月3日、ミヤギテレビから新日本プロレス中継開始後では初のANNフルネット局として開局した東日本放送へ放映権が移行。当日は、前日の10月2日に大阪府立体育館で行われた猪木&坂口VSハリウッド・ブロンズ（ジェリー・ブラウン&バディ・ロバーツ）の北米タッグ王座戦が録画中継された（ミヤギテレビは10月4日以降は『全日本プロレス中継』→『コロッセオ』→『プロレスリング・ノア中継』のみ放送）。ANNフルネット局では広島ホームテレビが唯一遅れネットで放送されていたが、テレビ新広島（フジテレビ系列）開局に伴い、同年10月3日に『NET日本プロレスリング中継』以来の遅れネットから同時ネットへ変更された。静岡県では1978年10月6日、本番組の放映権が静岡放送から静岡けんみんテレビ（現：静岡朝日テレビ）へ移行されたことに伴い（静岡放送は全国ネットのプロレス中継から撤退）、宮城県・静岡県・広島県における放送が遅れネットから同時ネットへ変更された（当日は新潟市体育館で行われた猪木&坂口&長州力VSキラー・カール・クラップ&ブルート・バーナード&ジ・エクスキューショナーの実況生中継）。本番組が唯一のプロレス中継となっていた岡山県では、電波相互乗り入れに伴い、1979年4月6日、放映権が岡山放送から瀬戸内海放送へ移行した（当日は4月5日に東京都体育館で行われた猪木VSシンのランバージャック・デスマッチによるNWF世界ヘビー級王座戦などの録画中継）。1981年から1983年にかけてANNフルネット局3局（福島放送、鹿児島放送、新潟テレビ21。本番組は福島中央テレビ、鹿児島テレビ、新潟総合テレビ（現：NST新潟総合テレビ）から放映権移行）が開局したことに伴い（福島中央テレビは1981年10月以降は『全日本プロレス中継』→『コロッセオ』→『プロレスリング・ノア中継』のみ放送、鹿児島テレビは1982年10月以降は『全日本プロレス中継』のみ放送していたが、『全日本プロレス中継』は1992年4月に南日本放送→鹿児島読売テレビへ放映権移行）、福島県、鹿児島県の2県では、生中継を実施し、かつゴールデンタイムで放送されるプロレス中継が『全日本プロレス中継』の放送時間変更以来、『全日本プロレス中継』に先んじて復活した他、新潟県では生中継を実施するゴールデンタイムのプロレス中継が『日本プロレス中継』終了以来11年4か月ぶりにそれぞれ復活した。「金8枠」における同時ネットは、1986年9月までANNフルネット12局の体制で継続された。
1981年には全日本プロレスとの外国人引き抜き戦争が勃発し、新日本がアブドーラ・ザ・ブッチャーを引き抜いた報復として全日本はシンとハンセンの2大外国人エースを引き抜き返したが、翌1982年から1983年にかけては、猪木と国際軍団の抗争、初代タイガーマスクの大ブレイク、新しい外国人スター選手となったハルク・ホーガンの台頭、長州率いる維新軍団の登場、古舘伊知郎の実況による生中継の放送（当時テレビ朝日のアナウンサーだった古舘にとっては「出世作」となる）などの要因によって、視聴率も20%超えの絶頂期を迎える。
日本人VS外国人という図式がメインであった当時は、新日本プロレスの海外遠征に帯同しての現地からの中継や、各シリーズの最終中継日に次期シリーズ来日レスラーの紹介（BGMとしてジェフ・ベックの『スター・サイクル（Star Cycle）』が流れる）などが行われた。しかし、維新軍団の重用による日本人同士の抗争がメインになって以降は、参戦する外国人はほとんど変わらず（バックランド、ローデス、ブッチャーの来日は減少し、アンドレとホーガン以外のヘビー級主力外国人は、ディック・マードック、マスクド・スーパースター、アドリアン・アドニス、バッドニュース・アレンなど固定化されていた）、対戦カードの変更こそあれ総体的な陣容には特に変化がなくなっていた。
視聴率がピークだった1982年頃は、古舘の実況に合わせ、選手が花道を入場してくる際に "燃える闘魂" "人間山脈" "超人" "世界の荒鷲" "SUPERロデオマシン" "激怒!! アニマル浜口、執念の鬼 ラッシャー木村、因縁の対決!!" "雪華の対決!!" などといった、レスラーや対戦カードに対するキャッチフレーズのテロップが画面に映された。前述の「次期シリーズ参加外国人選手」の紹介にも同様に、古舘の実況の文言がテロップで矢継ぎ早に表示された（例：「マット上、戦況は混沌としております。内乱・テロ・リボリューションと様々な断面を見せながら、過激なプロレスを超えたシュールな戦い模様であります」「燎原の火、逆巻く次期ブラディ・ファイト・シリーズにどうぞご期待下さい」「○○（西暦）年の掉尾を飾りますMSGタッグリーグの参加チームを覗いて見ましょう」「新日猪木砦に黄色信号。維新決起の大坂夏の陣」「世界各地域を勝ち抜いてきた列強がひしめき合う第○回IWGPの出場選手の紹介です」）。同時に放映ネット局のロールも流れていた。
生中継を行っていた当時は、それが故のトラブルもあった。1982年3月26日に広島県立体育館で行われた「第5回MSGシリーズ」第21戦の生中継では、セミファイナルの藤波辰巳VSキラー・カーン戦が30分引き分けに終わったために放送尺がなくなり、メインイベントの猪木VSアンドレ戦では、放送終了前にアンドレが勝利したことに不満を持った観客がリングに乱入するという騒ぎとなった。
1983年以後、リングサイドの横断幕も、それまでの協賛スポンサー（開始当初はライオングループ、龍角散、カンロ飴→のちにライオングループ、佐藤製薬、陶陶酒→小松製作所（コマツ）・小松フォークリフト→三協アルミニウムなど）の広告だったのが、「10（ロゴ） ワールドプロレスリング」の番組ロゴのものに変更された。スポンサー付マットは現在は復活している。
視聴率は新日本内部でクーデターが勃発し、タイガーマスクが新日本を退団した1983年下期から徐々に下がり始め、20%を割り込むようになっていく。藤波はテレビ朝日に赴いた際に視聴率を常に確認し、20%を割ったときは溜息をついていたという。1984年には前田日明らが新日本を離脱してUWFを旗揚げ。さらに、同年8月26日に開催された全日本の田園コロシアム大会は、前年のクーデター事件で新日本を退社した大塚直樹の新日本プロレス興行（後のジャパンプロレス）主催の売り興行となり、同年9月21日から25日にかけて長州、浜口、カーンなど13人が新日本を退団してジャパンプロレスを旗揚げし、全日本に参戦したことから、新日本の危機が噂されるようになる。新日本とテレビ朝日は同年9月26日に、同年10月以降も番組を継続するという緊急記者会見を行った（すでに1984年4月から1986年3月までの放送契約を締結していた）。「'85新春黄金シリーズ」の視聴率も、マシーン軍団の登場により、13%〜18%を維持した（マシーン軍団が登場しなければ、10%割れは必至の情勢だった）。
大量離脱を補填すべく、1985年3月には全日本プロレスの外国人引き抜きの報復としてブルーザー・ブロディを引き抜き、同年8月には全日本プロレスを退団した越中詩郎がアジア・プロレス所属の形で参戦し、同年10月からはケビン・フォン・エリックとケリー・フォン・エリックのフォン・エリック兄弟、ランボー・サクラダ→ケンドー・ナガサキに変身した上でフリーランスとなっていた桜田が参戦して立て直しを図るが、1985年8月に日本テレビが『全日本プロレス中継』を同年10月19日からゴールデンタイムに復帰させることを発表したため、本番組は6年半ぶりに『全日本プロレス中継』との視聴率競争に晒されることになった。ブロディ引き抜き後における大会場のビッグマッチは、猪木VSブロディに依存するようになる。
1985年8月には、スーパー・ストロング・マシーン、ヒロ斎藤、高野俊二が新日本を離脱してカルガリーハリケーンズを結成。これを受けて新日本の坂口らは、越中が新日本に参戦した最初のシリーズである「チャレンジ・スピリット'85」開幕戦の東京都東村山市民スポーツセンター大会（8月23日開催で実況生中継）当日に記者会見を行い、「彼らは1986年3月いっぱいまで契約がある」「出場を予定していた3選手が来なかったのは契約違反。明日、内容証明付の警告書を送付して、あとは法律事務所に任せる」と発表した。本シリーズでは、開幕戦当日にアンドレとスーパースターにマシーンのマスクを被せ、マシーン軍団のマネージャーだった将軍KYワカマツのマネージメントのもと、それぞれ「ジャイアント・マシーン」「スーパー・マシーン」として全戦に出場させた。本シリーズにおけるテレビ中継のカードに関しても、8月30日開催の山形県体育館大会は猪木&坂口VSジャイアント&スーパー、9月6日開催の愛知県碧南市臨海体育館大会は猪木VSジャイアントと藤波VSスーパー、9月13日開催の宮崎県体育館大会は猪木VSスーパーと藤波VSジャイアントが放送されるなど（山形大会、碧南大会、宮崎大会とも実況生中継）、大量離脱後の新日本を象徴する放送カードとなった。シリーズ最終戦である9月19日開催の東京体育館大会では、猪木VS藤波の師弟対決が実現。その模様は翌9月20日に録画中継された。
ブロディ、フォン・エリック兄弟、サクラダ、レイ・キャンディ、コンガ・ザ・バーバリアンなどが参戦した1985年10月4日開幕の「'85バーニング・スピリット・イン・オータム」では、開幕戦の札幌中島体育センター大会（実況生中継）と10月31日開催の東京都体育館大会（11月1日に録画中継）で行われた猪木VSブロディ（札幌大会における猪木VSブロディの実況生中継は途中で終了したため、10月11日に実況生中継された宮城県古川市総合体育館大会の冒頭でも録画中継された）を軸とし、北海道サーキットからシリーズを開始した。しかし、本州サーキットに突入した当日である10月8日には『アフタヌーンショー』やらせ事件が発覚したと同時に（『アフタヌーンショー』やらせ事件発覚直後の本番組の放送は、古川大会の実況生中継と札幌大会で行われた猪木VSブロディの録画中継）、テレビ朝日全体の不振が本格化。10月18日の後楽園ホール大会（実況生中継で、ブロディVSサクラダなどを放送）の翌10月19日には『全日本プロレス中継』がゴールデンタイムに復帰、最終戦当日である10月31日には新日本とWWFとの提携が終了した。これらの要因により、1985年10月以降の本番組の視聴率はジャパンプロレス勢が登場していた『全日本プロレス中継』よりも下回るようになっていく。次シリーズである「'85IWGPタッグ・リーグ戦」では、ブロディ&ジミー・スヌーカが優勝決定戦をボイコットし、ブロディは新日本から永久追放処分を受けることになる（永久追放処分は1986年9月に解除）。WWFとの業務提携終了以降、大剛鉄之助ルートやビル・ワットのMSWAルートから新しい外国人選手（スティーブ・ウィリアムス、ハクソー・ジム・ドゥガンなど）が招聘され、前田以下UWF勢の参戦もあって徐々にではあるが持ち直したが、1986年にはアンドレの特例での出場契約が終了した。
1986年10月24日から放送される『ミュージックステーション』の番組立ち上げに伴い、テレビ朝日は同年10月13日から本番組を「月8枠」（月曜20:00-20:54）に移動することを決定した。「金8枠」最後のシリーズとなった「チャレンジ・スピリット'86」は、中継を行った4会場（後楽園ホール〈8月29日〉、千葉公園体育館〈9月5日〉、山形県体育館〈9月12日〉、福岡スポーツセンター〈9月19日〉）全てで実況生中継を組み、ブロディも9月16日開催の大阪城ホール大会と福岡大会に特別参戦したが、エース格のドゥガンは自身の都合により、同年9月8日開催の福島県棚倉町大会（テレビ未収録）からの参戦となった。大阪大会にて開催された猪木VSブロディは、「'85IWGPタッグ・リーグ戦」の経緯（新日本はブロディの参戦キャンセルを警戒していたとされる）から、福岡大会の生中継内でダイジェストで放送されることになった。そして1986年9月19日・9月26日の2週に渡って放送された「チャレンジ・スピリット'86」福岡大会（9月19日は生中継で当日のメインイベントは藤波vsブロディ、9月26日は福岡大会と大阪大会の録画中継）を以って日本プロレス中継時代から14年2か月間続いた「金8枠」における放送が終了し、同時に日本テレビが「金8枠」にプロレス中継が進出した1958年9月から続いてきた「金8枠」におけるプロレス中継も、28年の歴史に幕を下ろした。
1986年10月13日から「月8枠」（月曜20:00-20:54）に移動し、14年ぶりに「月8枠」で放送されることになった。「月8枠」への移動と同時に海外武者修行から帰国した武藤敬司を大々的に売り出すなどマッチメイク面でテコ入れを図るが、「月8枠」移動後は「金8枠」と異なり休止が頻発していた。また、WWFと提携解消後は、裏番組4番組（TBSの『痛快なりゆき番組 風雲!たけし城』と『ナショナル劇場』、日本テレビの『太陽にほえろ!』と『歌のトップテン』）の影響により平均視聴率が10%を割っていた。以降、1987年4月6日の90分スペシャル（1987年3月26日開催の大阪城ホール大会の録画中継）をもって古舘が番組を降板し、「月8枠」における放送が終了したと同時にレギュラー放送における生中継も終了した。

### 「ギブUPまで待てない!!」へリニューアル
翌日の1987年4月7日、火曜日の20:00からの放送に移行。バラエティの要素を加えた『ギブUPまで待てない!!ワールドプロレスリング』として番組をリニューアル。「プロレス+バラエティ=面白すぎるスポーツ番組の登場!」といったコンセプトのもとに、山田邦子をメインパーソナリティとしたスタジオ収録のバラエティを中心にそれに試合中継を挟み込む構成とした。これに伴い、試合は全て録画中継となり、製作もスポーツ局からバラエティ部門である編成局制作3部（実際にはIVSテレビ制作が制作）に変更され、皇達也が制作（チーフプロデューサー）に就任する。時間変更やリニューアルを行った背景には、1985年以降における本番組の視聴率の低下を受けて、テレビ朝日の編成部が「このままでは番組の存続も危ない。プロレスをなんとかしろ。ギブアップまで待てない」とひねり出したアイデアであり、前番組である『ビートたけしのスポーツ大将』が、ビートたけしとたけし軍団によるフライデー襲撃事件が発生した影響で番組打ち切りを余儀なくされ、穴埋め番組として枠を移動したうえで、たけしと同じ太田プロダクション所属の山田邦子を起用したバラエティスポーツ番組を製作することになったという。当初は、試合会場とスタジオとを二元中継の形で結ぶこともあったが、初回から試合中の良い場面で「驚く山田の顔がアップになる」などの的外れな演出に、平均視聴率も6%台とさらに悪化した。
このバラエティー部分は後にスタジオでの選手へのインタビュー中心に変わり、7月にはスタジオ収録が消滅し、それに伴いテーマ曲が変更され、試合の生中継も復活した。この番組の中期、山田が一時帰国中の馳浩にインタビューした際「（試合中の怪我による）血って簡単に止まるものなんですか?」と聞いたのに対し、馳が「止まる訳ないだろ、つまんないこと聞くなよ!」と山田に向かって憤慨したエピソードがある。これに限らず、新日本の選手からの番組の評判は「おちゃらけている」「素人が土足で俺達のリングに上がっている」などと概して悪かった。同時期にはジャパンプロレスが分裂し、長州力や小林邦昭などの一部選手が新日本へ復帰したが、長州の放映権は9月まで日本テレビが持っていたため、この期間は長州の試合は放送されなかった。
後のWWEやDDTやハッスル等に代表されるプロレスのエンターテイメント路線は、当時のプロレスファンには受け入れられる土壌ではなかったため反発も大きく、バラエティスポーツ形態の放送は失敗。1987年10月5日からは再び月曜日の20:00に復帰し、「ワールドプロレスリング」のタイトルが復活したうえ番組も元の試合中継のスタイルに戻った。この時オープニングテーマとして使われたのは自局のスポーツテーマではなく、CHAGE and ASKAの『狂想曲 〜ラプソディ〜』だった。放送時間変更と同時期にはブッチャーとブロディは全日本へ復帰した他、視聴率はプロ野球シーズンオフだったことも重なって『全日本プロレス中継』よりもさらに悪化していた。
「'87ジャパン・カップ争奪タッグリーグ戦」では前田日明による長州力への顔面襲撃事件が発生し、前田は1988年2月に新日本との契約解除となり、後に第2次UWFを旗揚げした。1987年12月27日に行われた両国国技館大会では、たけしプロレス軍団とビッグバン・ベイダーの登場に激怒した観客が設備を破壊するなどの暴動が発生し、これを受けて日本相撲協会は新日本に対し無期限使用禁止を通告。これにより、新日本は日本武道館を使用していなかったことや東京体育館が当時建替工事中だったことも相まって、1989年2月の両国国技館の使用解禁まで都内における大会場を失い、大会場におけるビッグマッチ並びに中継は新日本と提携していた時代の国際プロレス並びに『国際プロレスアワー』同様、大阪府立体育会館・愛知県体育館・札幌中島体育センターに頼らざるを得なくなった。

### ゴールデン撤退、夕方・深夜枠へ
1988年4月よりかつて『ビッグスポーツ』を放送していた土曜日の16:00 - 16:54に移行。タイトルも「'88（エイティエイト） ワールドプロレスリング」と改められた。日曜22時30分枠へ移動したライバルの『全日本プロレス中継』共々ゴールデンタイムを外れたため、ゴールデンタイムで放送されるレギュラー放送のプロレス中継は消滅した。このタイトルの期間は、チーフディレクターに「川口浩探検隊」シリーズを手掛けた加藤秀之を迎え、田中信夫による長いオープニングナレーションを冒頭に入れるなど、「川口浩探検隊シリーズ」を彷彿とさせる各種演出を導入した。
1989年1月から再度タイトルが「ワールドプロレスリング」に戻る。この時間帯はゴルフ中継が優先的に放送されたことから毎週の放送ができず、同時にローカルセールス枠での放送となった。
1994年4月から土曜の深夜時間帯に移動し、ほぼ毎週放送されるようになった。同じく1994年4月に『全日本プロレス中継』が30分に短縮されたのに伴い、それ以降は本番組が唯一の1時間枠で放送される全国ネットのプロレス中継となった。猪木が引退した1998年の東京ドーム大会などは、特番としてゴールデンで放送された。
2001年4月、大阪ドーム大会（4月9日）の特番に突如としてタレントの乙葉が「ワールドプロレスリングイメージガール（番組イメージキャラクター）」なる肩書で登場、以後、2002年までの約1年にわたりビッグマッチの度にゲスト解説を務めた。この起用の狙いを番組プロデューサーは「プロレスを知らない彼女が出来たとしたら、貴方はどのようにしてプロレスに興味を持たせるかという一種のシミュレーションと考えてくれればいい」と当時語っていた。
2003年、タレントの安めぐみをイメージキャラクターに起用したが、数回登場した後に番組の縮小もあり「イメージキャラクター」そのものが事実上立ち消えとなった。以後は番組イメージキャラクターの設定はない。

### 放送時間短縮 - 現在

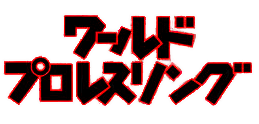
ワールドプロレスリング平成前期ロゴ

2004年4月には、放送時間が30分に短縮されたと同時に、1時間枠で放送される全国ネットのプロレス中継は消滅した。放送時間短縮後は、ジュニアヘビー級の試合がタイトルマッチとリーグ戦以外ほとんど放送されなくなり、「金8枠」時代のシリーズ最終戦や、最末期の『全日本プロレス中継』→『プロレスリング・ノア中継』（日本テレビ系）、末期の『TWWAプロレス中継』（TBS系）同様に分割放送となった上で1試合かせいぜい2試合しか放送しなくなった。時を同じくしてBS朝日では全カードを中継する『ワールドプロレスリング 完全版』がスタート。2005年4月からは地上波未放送試合をカバーする目的で『闘魂スーパーバトル』と題した60分のレギュラー番組にリニューアルしたが、これも2008年に終了。2008年4月からはスカパー!のテレ朝チャンネル1（2013年3月までテレ朝チャンネル）で再び新作の『-完全版』が放送されている他、2012年4月に『-完全版』の放送を開始したテレ朝チャンネル2（2013年3月まで朝日ニュースター）では月1回生放送も実施しており、「ワールドプロレスリングLIVE」として2012年5月27日放送の「BEST OF THE SUPER Jr.XIX」開幕戦を第1弾に生中継を再開した（放送は不定期）。
この放送時間の短縮は、「年6回の特番を放送するという新日本プロレスとの条件付き」とされた。しかし、2013年時点では東京ドーム大会などのビッグマッチはおける特別編成での放送は新春スペシャルとして一部系列局で深夜に放送されていた程度であった。
かつてはゴールデンタイムでの特番や日曜夕方の生放送特番を年数回行っていたが、2002年5月の放送を最後にプライムタイムでの特番は放送されていない。またかつてはG1 CLIMAXの決勝戦を日曜夕方にて放送していたが、こちらも2003年が最後となっている。2012年からはGET SPORTS内でG1 CLIMAXの決勝戦が中継されている。
2009年3月をもって『プロレスリング・ノア中継』が終了したため、同年4月以降は地上波において全国中継されるプロレス中継では本番組が唯一の番組となった。
新日本プロレスの中継がメインだが、21世紀突入後はプロレス団体の門戸が開いたことに対応し、他団体に乗り込む新日本プロレス所属選手の戦いぶりを映像素材を借りて放送することも多くなった。特にプロレスリング・ノアやビッグマウス・ラウドといった団体の試合も登場する。
最近は放送されるほとんどの大会をHD（ハイビジョン）で収録している。同じ映像素材を使用するBS朝日の『闘魂スーパーバトル』は番組開始当初からHDでの放送であったが、「ワールドプロレスリング」は2007年9月まで4:3SDでの放送であった。同年10月からHDでの放送がスタート。
2006年、藤波辰爾主宰の無我ワールド・プロレスリングというプロレス団体が発足。同団体の設立に際し、同年3月に藤波の個人芸能事務所「シーホース・コーポレーション」社が「ワールドプロレスリング」の商標登録申請をしたが、結果は拒絶査定となった。
2007年12月よりテレ朝チャンネルにおいて過去の当番組の映像を再放送する「ワールドプロレスリング クラシックス」の放送が開始されたことに伴い、同じテレ朝チャンネルで放送される他の番組でも過去映像の使用が解禁された。これに伴い「上田ちゃんネル」など一部の番組で、過去の試合を振り返る企画がスタートしている。これとは別でスカイ・エースポーツプラスでも「ワールドプロレスリング 不滅の闘魂伝説」を以前から放送している。
実況担当アナウンサーに対する因縁や襲撃が多く（例：1999年頃の、真鍋由アナウンサーと大仁田厚の因縁。2011年4月の、飯塚高史による野上慎平アナウンサーへの襲撃）、2012年には、その2件を中心にアナウンサー受難映像をまとめた「ワールドプロレスリング 実況アナウンサー2大受難史 〜飯塚vs野上 大仁田vs真鍋〜」というDVDが発売された。
2016年10月1日からの本番組は、アニメ『タイガーマスクW』との連動放送となり、テレビ朝日の日曜2:45 - 3:45（土曜深夜）はプロレス番組枠となる他、朝日放送など、多くの系列局（メ〜テレなど一部は除く）では、左記番組との一体編成（コンプレックス編成）、またはそれに準じる番組日程が組まれていた。これは、左記番組に新日本プロレスが監修・協賛していることによるものである。

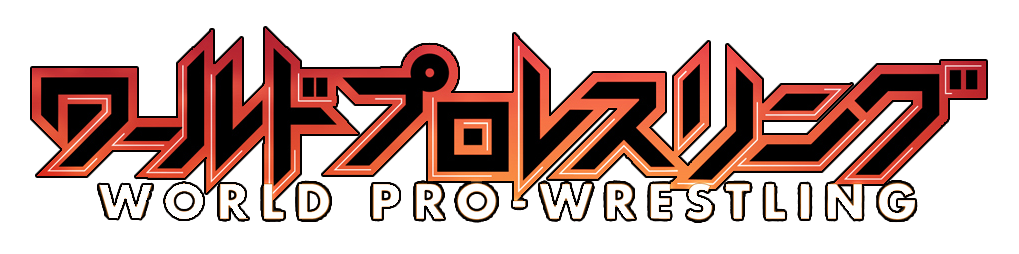
ワールドプロレスリング2018年以降のロゴ

2019年7月6日には、本番組開始50周年を迎え、50周年記念特番が放送されたが、本番組で放送されたジャイアント馬場の試合や「ギブUPまで待てない!!」に触れることは一切なかった。
2020年4月3日よりBS朝日において『ワールドプロレスリングリターンズ』として金曜日20時 - 21時枠で放送開始。これによりBS朝日に放送局を変える形となるものの、ゴールデンタイムかつ1時間枠でのプロレス中継が1987年以来、33年ぶりに復活する形となった。
2024年7月6日には、本番組が放送開始してから55周年を迎え、プロレス中継における放送期間においても1954年2月から2009年3月まで放送されていた日本テレビ系列プロレス番組枠（『日本プロレス中継』→『全日本プロレス中継』→『プロレスリング・ノア中継』）を抜く事になった。また、同日から番組公式Xを開設した。

## 主な実況アナウンサー

### 現在

#### テレビ朝日
- 吉野真治（2002年10月 - ）
- 野上慎平（2007年10月 - ）
- 大西洋平（2007年10月 - ）
- 寺川俊平（2012年4月 - ）
- 山崎弘喜（2015年11月 - ）
- 草薙和輝（2016年5月 - ）
- 武隈光希（2023年6月 - ）
- 山木翔遥（2024年7月 ‐ ）

#### ANN系列局
- 倉橋友和（メ〜テレ）

#### フリー
- 村田晴郎
- 清野茂樹
- 高橋大輔
- 藤沢俊一郎
- 田畑祐一

### 過去

#### テレビ朝日（過去の実況アナ）
- 吉岡晋也
- 舟橋慶一
- 山崎正
- 銅谷志朗
- 石橋幸治
- 三浦智和
- 古舘伊知郎（詳細）（1977年7月 - 1987年3月、1984年6月限りでテレビ朝日を退職してフリーアナウンサーに転身したため、同年7月以降はフリーアナウンサーとして出演）
- 佐々木正洋（1979年4月 - 1980年3月）
- 保坂正紀
- 朝岡聡
- 藤井暁（1984年7月 - 1991年3月）
- 辻義就（現・辻よしなり）
- 真鍋由（1992年10月 - 2003年3月）
- 中丸徹
- 小松靖（2001年1月 - 2002年3月）
- 中村昭治
- 伊津野亮（レポーターとして参加。『'88〜』時代）
- 櫻井健介（2006年4月 - 2008年6月）[注釈 29]
- 古澤琢（2001年10月 - 2012年6月[注釈 30]）
- 三上大樹（2010年4月 - 2024年6月[113]）
- それ以外にも中川由美子（1983年4月3日）、雪野智世（1992年6月26日）など女性アナウンサーがレポーターとして参加した。

#### ANN系列局（過去の実況アナ）
- 高島宗一郎（当時九州朝日放送、現福岡市長）
- 星恭博（メ〜テレ）

## 主な解説者

### 現在（解説者）
- ミラノコレクションA.T.
- 岡本佑介（東京スポーツ）
- 元井美貴（気象予報士）
- 獣神サンダー・ライガー
- 蝶野正洋

試合に出場しない選手をゲスト解説に迎えることがある。

### 過去（解説者）
- 遠藤幸吉
- 桜井康雄（東京スポーツ）
- 山本小鉄
- マサ斎藤
- 木村健悟
- 安田拡了
- 山崎一夫（2021年1月収録分まで）
- 金澤克彦（元週刊ゴング編集長、2021年1月収録分まで）
- 柴田惣一（元「プロレスTODAY」編集長、元東京スポーツ、2021年1月収録分まで）

## パーソナリティ、イメージキャラクター
- 山田邦子（「ギブUPまで待てない!!〜」時代）
- なぎら健壱（同上）
- 笑福亭笑瓶（同上）
- 男闘呼組（同上）
- 志村香（同上）
- 乙葉
- 安藤弘司（SEX MACHINEGUNS） ※本名で出演
- 安めぐみ

## ナレーター
- 堀之紀（『ギブUPまで待てない!!〜』時代）
- 屋良有作（同上）
- 玄田哲章（同上）
- 田中信夫（『'88〜』時代）
- 伊津野亮（同上）
- 戸谷公次（VHS・DVD作品）
- 中田譲治（2001年まで一部の生放送時、『ワールドプロレスリングアンソロジー』）

※深夜に移行後は、テレビ朝日のアナウンサーが担当する場合がある（過去に実況担当の田畑らが兼ねた例もあった）。

## テーマ曲

### オープニング
- ワールド・プロレス吹奏楽団『ワールドプロレスリングのテーマ』 ※行進曲風のもの。

上記の演奏者は、レコードのクレジット上のもの。
- いずみたく『テレビ朝日スポーツ・テーマ』 ※モスクワオリンピック中継用に製作された曲で、1979年頃から使用。

上記は、完全な形でのソフト（音源）化が現在でも成されていない。
- 神津善行『テレビ朝日スポーツ・テーマ 朝日に栄光あれ』（1982年4月 - 1987年4月） - 本番組のオープニングで流したものは、他の競技の中継でのバージョンに若干アレンジを加えていた。番組の終わり際の提供読みでは、同局の他ジャンルのスポーツ中継と共通のオリジナルバージョンが使用された。
- 男闘呼組『夜を撃て』（1987年4月 - 6月）
- 久保田利伸『Olympicは火の車』（1987年7月 - 9月） - スタジオ収録中止に伴い男闘呼組が降板し、それに合わせてオープニング・エンディングも変更。同曲のインストゥルメンタル・バージョンを、エンディング後の提供読みのBGMに使用。その後1987年10月から、下記のとおりオープニング・エンディング共にテーマ曲が変更されたが、同上のインストゥルメンタル・バージョンは1987年10月以降もくの間、エンディング後の提供読みの際に引続き使用された。
- CHAGE and ASKA『狂想曲 〜ラプソディ〜』（1987年10月 - 1988年3月）
- CUBIC製作、曲名不詳（1988年4月 - 12月） - 『'88ワールドプロレスリング』時代に使用。
- エマーソン・レイク・アンド・パウエル『ザ・スコアー』（1989年1月 - ）[注釈 31]
- Newton(Billy Myers)『スカイ・ハイ』 - ベスト・オブ・ザ・スーパージュニア大会の放送時のみ。
- DAITA『Jet Black Soul』

### エンディング
- 男闘呼組『Midnight Train』（1987年4月 - 6月）
- 久保田利伸『Missing』（1987年7月 - 9月）
- ASKA『MY Mr.LONELY HEART』（1987年10月 - 1988年3月）
- MECO『MOONDANCER』（1988年4月 - 12月）
- DAH PROJECT『ターン・バック』
- Royal Hunt『LAST GOODBYE』
- SIAM SHADE『GET OUT』
- 山嵐『ヤマアラシイズム』
- SEX MACHINEGUNS『世直しGOOD VIBRATION』
- UZI『Knock Out』
- 陰陽座『鳳翼天翔』
- 陰陽座『妖花忍法帖』
- Agitato『Lucky』（2010年）
- access 『24sync』（2016年）
- NUMBER.42 『男達の道』（2012年1月-3月）
- Glory（2022年12月-2023年1月）
- 打首獄門同好会『WAZA』（2025年6月、7月[114]）

### ファイティングテーマ
- SiM『LiON'S DEN』（2018年12月 - 2019年1月）
- BOYS AND MEN研究生『がけっぷち純情』（2019年2月 - 3月）
- 四星球『SWEAT 17 BLUES』（2019年4月 - 5月）
- LOW IQ 01『Shine』（2019年6月 - 7月）
- a crowd of rebellion『°OD｡』（2020年8月 - 9月）
- Silent Emotion『合法妄想Freeze me!』（2022年2月 - 3月）

### その他
- Jeff Beck 『StarCycle』来日外国人紹介時
- Michael Schenker Group『Into The Arena』来日外国人紹介時

## 古舘伊知郎のエピソード
ワールドプロレスリングで実況を担当したアナウンサーの多くは、テレビ朝日の中核をなすアナウンサーへと成長した。そのなかでも古舘伊知郎が実況を担当していた時期（レギュラーは1979年から1987年3月30日まで。その後、当時猪木の最後の試合になると噂された1988年8月8日の藤波vs猪木のIWGPヘビー級選手権、及び1998年4月4日の猪木引退試合を担当）は、新日本プロレスの隆盛と共に番組の視聴率も最高潮だった。古舘が実況担当を引き受ける直前に、舟橋慶一から「絶対に人のマネはするな。ただし、どこかでヒントを得たものは吸収して、独自に言葉を考えてどんどん使え」とアドバイスを受けた。その後も、舟橋のアドバイス通りにプロレスを「闘いのワンダーランド」と形容するなど、豊富なボキャブラリーを総動員する手法で、数々の名実況を残した古舘はプロレス実況を卒業した後もフリーアナウンサーとしてF1中継の実況やバラエティ番組の司会として大活躍した。
一方で、テレビ朝日局アナ時代には実況に関して正統派アナウンサーである上司から叱責されたこともあった。「タイガーマスクお得意の四次元殺法出た!」と実況したところ、上司が「ここは三次元なんだ!この現実世界は!」と激怒したり、減量した猪木を見て「私がいにしえの頃に、ずーっと東京の下町で眺めていた、曇りガラス越しのママレモンのシルエットにも似て...」と実況したところ、上司が「お前な、猪木の体はママレモンじゃないんだよ!」などと激怒した事もあったという。
1982年には局アナの立場でありながらタイガーマスクの応援歌として作られた『燃えろ! 吠えろ! タイガーマスク』を歌っている。これはシングルレコード化されただけでなく、ボーカル入りのバージョンがそのまま、タイガーマスク自身の入場テーマ曲としても使われた。
なお、古舘は1984年6月限りでテレビ朝日を退職してフリーアナウンサーに転身したが、本番組に関してはフリー転身後も1987年3月まで引き続き担当した。

## ネット局と放送時間

### 現在のネット局
※2023年11月現在。
| 放送対象地域   | 放送局                       | 系列                      | 放送曜日 および放送時間      | ネット状況 | 備考                                                                                          |
| -------------- | ---------------------------- | ------------------------- | ---------------------------- | ---------- | --------------------------------------------------------------------------------------------- |
| 関東広域圏     | テレビ朝日（EX）             | テレビ朝日系列            | 日曜 1:00 - 1:30（土曜深夜） | 同時ネット | 【制作局】                                                                                    |
| 青森県         | 青森朝日放送（ABA）          | テレビ朝日系列            | 日曜 1:00 - 1:30（土曜深夜） | 同時ネット |                                                                                               |
| 岩手県         | 岩手朝日テレビ（IAT）        | テレビ朝日系列            | 日曜 1:00 - 1:30（土曜深夜） | 同時ネット | [ 注釈 32 ]                                                                                   |
| 福島県         | 福島放送（KFB）              | テレビ朝日系列            | 日曜 1:00 - 1:30（土曜深夜） | 同時ネット | [ 117 ]                                                                                       |
| 熊本県         | 熊本朝日放送（KAB）          | テレビ朝日系列            | 日曜 1:00 - 1:30（土曜深夜） | 同時ネット |                                                                                               |
| 北海道         | 北海道テレビ（HTB）          | テレビ朝日系列            | 土曜 2:45 - 3:15（金曜深夜） | 遅れネット |                                                                                               |
| 宮城県         | 東日本放送（khb）            | テレビ朝日系列            | 日曜 1:00 - 1:30（土曜深夜） | 遅れネット | [ 注釈 33 ]                                                                                   |
| 秋田県         | 秋田朝日放送（AAB）          | テレビ朝日系列            | 月曜 1:30 - 2:00（日曜深夜） | 遅れネット |                                                                                               |
| 山形県         | 山形テレビ（YTS）            | テレビ朝日系列            | 月曜 0:55 - 1:25（日曜深夜） | 遅れネット |                                                                                               |
| 新潟県         | 新潟テレビ21（UX）           | テレビ朝日系列            | 金曜 0:15 - 0:45（木曜深夜） | 遅れネット | [ 注釈 34 ]                                                                                   |
| 長野県         | 長野朝日放送（abn）          | テレビ朝日系列            | 月曜 1:00 - 1:30（日曜深夜） | 遅れネット |                                                                                               |
| 静岡県         | 静岡朝日テレビ（SATV）       | テレビ朝日系列            | 月曜 1:00 - 1:30（日曜深夜） | 遅れネット |                                                                                               |
| 石川県         | 北陸朝日放送（HAB）          | テレビ朝日系列            | 月曜 2:20 - 2:50（日曜深夜） | 遅れネット | [ 注釈 35 ]                                                                                   |
| 中京広域圏     | 名古屋テレビ（メ〜テレ/NBN） | テレビ朝日系列            | 日曜 3:00 - 3:30（土曜深夜） | 遅れネット | [ 注釈 36 ]                                                                                   |
| 近畿広域圏     | 朝日放送テレビ（ABC TV）     | テレビ朝日系列            | 火曜 2:39 - 3:09（月曜深夜） | 遅れネット | [ 注釈 37 ]                                                                                   |
| 広島県         | 広島ホームテレビ（HOME）     | テレビ朝日系列            | 金曜 1:55 - 2:25（木曜深夜） | 遅れネット |                                                                                               |
| 山口県         | 山口朝日放送（yab）          | テレビ朝日系列            | 月曜 1:16 - 1:46（日曜深夜） | 遅れネット | [ 注釈 38 ]                                                                                   |
| 香川県・岡山県 | 瀬戸内海放送（KSB）          | テレビ朝日系列            | 月曜 1:25 - 1:55（日曜深夜） | 遅れネット |                                                                                               |
| 愛媛県         | 愛媛朝日テレビ（eat）        | テレビ朝日系列            | 月曜 2:25 - 2:55（日曜深夜） | 遅れネット |                                                                                               |
| 福岡県         | 九州朝日放送（KBC）          | テレビ朝日系列            | 金曜 1:20 - 1:50（木曜深夜） | 遅れネット |                                                                                               |
| 長崎県         | 長崎文化放送（ncc）          | テレビ朝日系列            | 水曜 1:18 - 1:48（火曜深夜） | 遅れネット |                                                                                               |
| 大分県         | 大分朝日放送（OAB）          | テレビ朝日系列            | 土曜 1:20 - 1:50（金曜深夜） | 遅れネット |                                                                                               |
| 鹿児島県       | 鹿児島放送（KKB）            | テレビ朝日系列            | 日曜 2:30 - 3:00（土曜深夜） | 遅れネット |                                                                                               |
| 沖縄県         | 琉球朝日放送（QAB）          | テレビ朝日系列            | 火曜 1:05 - 1:35（月曜深夜） | 遅れネット |                                                                                               |
| 高知県         | テレビ高知（KUTV）           | TBS系列                   | 月曜 0:55 - 1:25（日曜深夜） | 遅れネット | [ 注釈 39 ]                                                                                   |
| 日本全域       | BS朝日                       | テレビ朝日系列BS/BS4K放送 | 金曜 21:00 - 21:54           | 遅れネット | 『ワールドプロレスリングリターンズ』として放送 字幕放送（開始=2020年4月より、生放送回を除く） |

### 過去のネット局
系列は現在の系列。また、テレビ朝日系新局開局やネットチェンジ、電波相互乗り入れに伴う終了は○、現在のネット局から一時期放映権移行を受けて放送していた局は●、放送当時テレビ朝日系列局や他系列とのクロスネット局だった局は△とそれぞれ表記した。
| 放送対象地域   | 放送局            | 系列                                         | 備考                                                                                           |    |
| -------------- | ----------------- | -------------------------------------------- | ---------------------------------------------------------------------------------------------- | -- |
| 青森県         | 青森テレビ        | TBS系列                                      | 月曜のみ1972年9月まで同時ネット                                                                | △  |
| 青森県         | 青森放送          | 日本テレビ系列                               | 1991年9月まで                                                                                  | ○△ |
| 岩手県         | テレビ岩手        | 日本テレビ系列                               | 打ち切り時期不詳                                                                               | △  |
| 岩手県         | IBC岩手放送       | TBS系列                                      | 1983年から、1996年3月打ち切り                                                                  | ○  |
| 宮城県         | 東北放送          | TBS系列                                      | 1970年9月まで                                                                                  | ○  |
| 宮城県         | ミヤギテレビ      | 日本テレビ系列                               | 1975年9月まで                                                                                  | ○△ |
| 秋田県         | 秋田放送          | 日本テレビ系列                               | 1977年10月6日から1986年9月まで 1987年4月から1992年9月まで                                      | ○  |
| 秋田県         | 秋田テレビ        | フジテレビ系列                               | 1986年10月から1987年3月まで同時ネット                                                          | △  |
| 山形県         | 山形放送          | 日本テレビ系列                               | 1985年4月から1993年3月まで                                                                     | ●△ |
| 福島県         | 福島中央テレビ    | 日本テレビ系列                               | 1981年9月まで                                                                                  | ○△ |
| 山梨県         | テレビ山梨        | TBS系列                                      | 1976年4月から1977年3月まで                                                                     |    |
| 山梨県         | 山梨放送          | 日本テレビ系列                               | 1977年9月から1978年7月までと1978年10月から1979年4月まで 1983年2月に再開したが1988年4月打ち切り |    |
| 新潟県         | NST新潟総合テレビ | フジテレビ系列                               | 1983年9月まで                                                                                  | ○△ |
| 長野県         | 長野放送          | フジテレビ系列                               | 1980年9月まで                                                                                  | ○  |
| 長野県         | テレビ信州        | 日本テレビ系列                               | 1980年10月から1991年3月まで                                                                    | ○△ |
| 静岡県         | 静岡放送          | TBS系列                                      | 1970年10月から1978年9月まで                                                                    | ○  |
| 富山県         | 北日本放送        | 日本テレビ系列                               | 1969年10月開始、打ち切り時期不詳                                                               |    |
| 石川県         | 石川テレビ        | フジテレビ系列                               | 1972年1月開始、北陸朝日放送開局以前に途中打ち切り                                              | ○  |
| 福井県         | 福井放送          | 日本テレビ系列 テレビ朝日系列                | 1970年開始、打ち切り時期不詳                                                                   |    |
| 中京広域圏     | 中京テレビ        | 日本テレビ系列                               | 1969年10月から1973年3月まで                                                                    | ●△ |
| 近畿広域圏     | 毎日放送          | TBS系列                                      | 1975年3月まで                                                                                  | ○△ |
| 島根県・鳥取県 | 山陰中央テレビ    | フジテレビ系列                               | 2004年10月打ち切り                                                                             |    |
| 岡山県         | 岡山放送          | フジテレビ系列                               | 1979年3月まで 電波相互乗り入れで瀬戸内海放送へ一本化                                           | ○△ |
| 広島県         | 中国放送          | TBS系列                                      | 1969年から1970年11月まで                                                                       | ○  |
| 山口県         | テレビ山口        | TBS系列                                      | 1970年4月から1978年9月まで                                                                     | ○△ |
| 山口県         | 山口放送          | 日本テレビ系列                               | 1978年10月から1993年9月まで                                                                    | ○△ |
| 徳島県         | 四国放送          | 日本テレビ系列                               |                                                                                                |    |
| 愛媛県         | テレビ愛媛        | フジテレビ系列                               |                                                                                                |    |
| 高知県         | 高知放送          | 日本テレビ系列                               | 1985年打ち切り                                                                                 |    |
| 長崎県         | 長崎放送          | TBS系列                                      | 1990年3月まで                                                                                  | ○  |
| 熊本県         | テレビくまもと    | フジテレビ系列                               | 1989年9月まで                                                                                  | ○△ |
| 大分県         | 大分放送          | TBS系列                                      | 大分朝日放送の開局以前に途中打ち切り                                                           | ○  |
| 宮崎県         | テレビ宮崎        | フジテレビ系列 日本テレビ系列 テレビ朝日系列 | [ 注釈 49 ]                                                                                    |    |
| 鹿児島県       | 鹿児島テレビ      | フジテレビ系列                               | 1982年9月まで                                                                                  | ○△ |
| 沖縄県         | 沖縄テレビ        | フジテレビ系列                               | 1992年3月打ち切り                                                                              |    |

### ネット局に関する備考
- 地方大会の中継の場合、各ネット局が「制作協力」としてクレジットされる場合がある。スタッフのクレジット表示は、1987年3月まではオープニングで表示されていたが、同年4月以降はエンディングで表示している。
- 現在は新春特番として深夜帯に年1回程特別番組が組まれることがあるが、レギュラー枠と異なり、同時ネット放送もしくは最大でも8日遅れネットとなるため、編成上の都合で未ネットとなる局もある。2017年1月4日の東京ドーム大会当日に放送された特番は、系列局が通常編成を取ったため、関東ローカルのみでの放送となった。
- スポーツ中継や機器メンテナンスなどにより、ネット局によっては遅れ幅が縮小・拡大する場合がある。テレビ朝日並びに同時ネット局はスポーツ中継が3時間30分以上延長された場合（本番組が日曜4:30以降の放送になる場合）は休止となる。土曜未明（金曜深夜）に放送しているネット局は、毎月最終金曜日は『朝まで生テレビ!』放送のため休止となるため遅れ幅が拡大する。
- 現在はANNフルネット24局とTBS系列局であるテレビ高知での放送となっており、福井放送・テレビ宮崎のクロスネット2局でもかつては放送されていたが、2局とも途中打ち切りとなっている。かつてはクロスネット局でも、日本プロレス中継・新日本プロレス中継問わずにゴールデンタイム（主に月曜20時台や金曜19時台）にて遅れネットで放送していた局があり、この場合は3日～7日遅れで放送していた。
- 所在する民放局全局で放送した実績がある青森県と山口県は、山口県は3局（テレビ山口・山口放送・山口朝日放送）全てにおいて同時ネットで放送していた時期があった。青森県は現在同時ネットで放送している青森朝日放送の他にも、青森テレビは「NETワールドプロレスリング」を同時ネットで放送していた一方で、青森放送はクロスネット当時はゴールデンタイム時代の当該時間帯が日本テレビ系番組枠であったため、遅れネットで放送していた。
- 日本テレビやTBSがプロレス中継を放送していた時代は、ネット局によっては日本テレビ『日本プロレス中継』→『全日本プロレス中継』やTBS『TWWAプロレス中継』も放送していた局もあったため、1局のみでプロレス中継を行っていた地域もあった。
- この内、現在本番組を放送している岩手県と高知県の2県は、本番組を放送休止としていた期間があり、岩手県は、1983年4月にIBC岩手放送においてネットを再開している他、高知県は、テレビ高知が2014年10月に本番組の放送を再開した事に伴い、『プロレスリング・ノア中継』終了以来、7年半ぶりに全国ネットで放送されるプロレス中継が復活した。反対に現在本番組を放送している山口県と愛媛県の2県とかつて放送していた富山県と徳島県の2県は『全日本プロレス中継』を放送していた頃、『全日本プロレス中継』を放送休止としていた期間があり、当該期間中は本番組が唯一のプロレス中継となっていた。大分県と沖縄県は『全日本プロレス中継』終了以降、唯一の全国ネットで放送されるプロレス中継となっている。
- 一方でANNフルネット局が所在しない地方大会の中継は現在は行っておらず、ANNフルネット局が所在しない地域で行われた地方大会の中継を行っていた頃は、クロスネット局や日本テレビ系列で放送されていた地域で行われた大会の中継が中心で、TBS系列やフジテレビ系列局で放送されていた地域で行われた大会の中継は稀であった[注釈 18]。
- 新日本プロレスの興行自体の後援に関しても、現在放送しているネット局の他にも、興行によっては過去のネット局やその関連会社（過去のネット局の関連会社であるラジオ局や新聞社）が後援に連ねる場合がある[注釈 51]。
- ゴールデンタイムで放送されていた当時は、ANNフルネット局でなおかつ同時ネット局が少なく（新日本時代の月曜20時台末期における同時ネット局はANNフルネット12局と当時フジテレビ系列とのクロスネット局だった秋田テレビの13局）、大半の地域は深夜帯など時差ネットでなおかつ録画放送で放送していた。系列外局によっては、オープニングの後半やエンディングをカットして放送していた局もあった。
- なお1990年頃より、テレビ朝日系列においても他系列局同様に深夜帯など時差ネットに切り替えるようになった（例：1990年4月に、朝日放送と名古屋テレビが深夜帯に移動）。
- テレビ朝日系列全24局では2020年10月から当番組が放送される時間帯にNUMAnimationとANiMAZiNG!!!（ABC-A製作）が放送される。当番組はテレビ朝日の場合、土曜深夜1時に放送時間を変更して継続となった。[123]

#### 一時期他局に移行していた地域
地域によっては、一時期他局へ放映権移行が行われ、ネットを開始した放送局に放映権が復帰した地域もあった（太字は一時期ネットした放送局、一時移行先の放送局の系列は当時の系列）。一時期放送していた局の内、山形放送と中京テレビの2局は本番組の中継協力に携わっていた他、『全日本プロレス中継』もネットしていた（中京テレビは本番組は同時ネットで、『全日本プロレス中継』は1972年12月までは遅れネットで、1973年1月以降は同時ネットでそれぞれ放送。山形放送は本番組は遅れネットで、『全日本プロレス中継』はローカル枠時代は遅れネットで、ゴールデンタイム時代は同時ネットで放送）。
現在のネット局におけるケース
- 名古屋テレビ→中京テレビ→名古屋テレビ
  - 名古屋テレビは日本プロレス中継時代の1969年7月にネットを開始し、本番組と『日本プロレス中継』の両方の日本プロレス中継番組を放送することになった。同年10月に開局した中京テレビ（日本テレビ系列・NETテレビ系列）に本番組の放映権を移行したものの（名古屋テレビは1969年10月以降は『日本プロレス中継』のみ放送）[注釈 36]、本番組が新日本プロレス中継に移行した1973年4月に変則クロスネット終了に伴いANNフルネット局となった名古屋テレビに再移行し、名古屋テレビにおけるプロレス中継が1972年7月の『日本プロレス選手権特集』終了以来9か月ぶりに復活した。
- 山形テレビ→山形放送→山形テレビ
  - 山形テレビは日本プロレス中継時代からネットしており、フジテレビ系列時代の1985年3月まで放送されていたが、編成上の都合で同年4月に山形放送（日本テレビ系列・テレビ朝日系列）へ放映権を移行したものの、1993年4月に行われた山形テレビのテレビ朝日系列へのネットチェンジに伴い再移行。

過去のネット局におけるケース
- 秋田放送→秋田テレビ→秋田放送
  - 秋田放送は1986年9月まで遅れネットで放送されていたが、同年10月の月曜20時枠への移行とともに、当時月曜20時台がテレビ朝日系同時ネット枠だった秋田テレビ（フジテレビ系列・テレビ朝日系列）へ放映権を移行したものの、半年後の1987年4月に火曜20時枠への移行と秋田テレビのANN脱退・FNS再単独系列化に伴い秋田放送に再移行されたと同時に再度遅れネットへ変更され、1992年10月に秋田朝日放送開局に伴い秋田朝日放送へ再々移行。

### 日本国外での放送
イタリアでは、1980年代後半から1990年代初頭にかけ、地上波の「イタリア1」にて、毎週土曜日の21時から「Superstars of wrestling」の題名で放送が行われていた（ただし2～3年遅れ）。この放送が契機となり、1988年1月にはローマのパラロットマティカにおいて、実際に猪木とバッドニュース・アレンの試合をメインとする興行が行われたこともある。

## 関連番組

### 放送中の番組
- ワールドプロレスリング リターンズ（BS朝日）
毎週金曜日21:00 - 21:54
かつては毎週木曜日23:00 - 23:54 → 毎週土曜日15:00 -15:55 → 毎週土曜日1:00 - 2:00（毎週金曜日深夜）に放送されていた[126]。
地上波ワールドプロレスリングの1時間再編集版。おおむね数か月前の試合を放送。テレ朝チャンネル2でも再放送を行っていた。
2020年4月3日から2023年9月まで、かつての地上波時代と同じ金曜20時から20時54分までの1時間番組として放送[127]、同年7月3日には、７.３「NEW JAPAN CUP 2020」準決勝LIVE～と称して試合の生中継を実施した。
- ワールドプロレスリングLIVE（テレ朝チャンネル2）
注目大会を生中継する。

### 終了した番組
- 闘魂スーパーバトル（BS朝日）
2005年 - 2008年。地上波中継を補完する意味合いでスタートした1時間番組。のちに中継から漏れたジュニアヘビー級に特化した編成に移行した。
- ワールドプロレスリングNOTTV（NOTTV）
「ワールドプロレスリング完全版」を2時間に再編集して放送。2016年6月のサービス終了に伴い、放送終了となった。
- ワールドプロレスリング不滅の闘魂伝説（スカイ・エー）テレ朝チャンネルが「ワールドプロレスリング クラシックス」放送を開始する時期に打ち切られた模様。
- ワールドプロレスリング完全版（テレ朝チャンネル1・2）
ワールドプロレスリングLIVEの完全版として、バックステージでのコメントを含め全試合をノーカット放送する。
- ワールドプロレスリング クラシックス（テレ朝チャンネル1・2）
過去のワールドプロレスリングから名試合を厳選して放送。
- ワールドプロレスリング 俺の激闘!ベスト5（テレ朝チャンネル2）
2018年開始の不定期特別番組。第1回は蝶野正洋。毎回元新日本プロレスのプロレスラー（現役、引退者）を招き、在籍時および参戦時の試合からベスト5を選出。試合映像とともに振り返る。第2回以降、原則蝶野正洋がホスト役を務めゲストに話を聞く形の構成となる。

## 映画
2011年から2014年までの期間、ワールドプロレスリング製作スタッフとテレビ朝日の3D推進プロジェクトが組み、試合映像を使用した劇場用ドキュメンタリー映画を製作。第6弾となる「ワールドプロレスリング3D第6弾1.4東京ドーム2013」では国際3D協会 ルミエール・ジャパン・アワードでドキュメント／ライブ部門・作品賞を受賞している。
- ワールドプロレスリングG1クライマックス3D（2010年10月2日劇場公開）
- ワールドプロレスリング1.4東京ドーム3D（2011年2月26日劇場公開）[129]
- ワールドプロレスリングG1クライマックス3D 2011（2011年10月1日劇場公開）[130]
- ワールドプロレスリング3D第4弾 1.4東京ドーム2012（2012年2月25日劇場公開）[131]
- ワールドプロレスリング第5弾G1CLIMAX3D 2012（2012年9月29日劇場公開）[132]
- ワールドプロレスリング3D第6弾 1.4東京ドーム2013（2013年2月23日劇場公開）[133]
- ブシモ Presentsプロレス3D第7弾 ワールドプロレスリング G1 CLIMAX 2013（2013年9月28日劇場公開）[134]
- バディファイトPresentsワールドプロレスリング3D第8弾 1.4東京ドーム 2014（2014年2月22日劇場公開）[135]